# Ponte Carlo
Il Ponte Carlo (in ceco Karlův most ; in tedesco Karlsbrücke) è uno storico ponte in pietra sulla Moldava, situato nella città di Praga, e collega la Città Vecchia al quartiere di Malá Strana: è tra i più famosi monumenti della capitale della Repubblica Ceca.
Misura 515 m di lunghezza, ha una larghezza compresa tra i 9,40 e 9,50 m e un'altezza di 13 m sopra il livello normale della Moldava. Il ponte è una delle più grandi attrazioni turistiche della città, ed è molto frequentato dagli artisti di strada, dai musicisti e dai venditori di "souvenir" durante tutto l'anno.

## Storia
La sua costruzione, iniziata nel 1357, fu commissionata da Carlo IV, allora Re di Boemia e Imperatore del Sacro Romano Impero, all'architetto Petr Parléř, famoso anche per aver costruito la Cattedrale di San Vito ed il Castello di Praga. Fu terminato nel 1402. A modello venne preso il Ponte di pietra (Steinerne Brücke) di Ratisbona. 
Venne edificato per sostituire il Ponte di Giuditta (che fu il primo ponte in pietra ad essere costruito sul fiume nel 1170 e che prende il nome dalla regina Giuditta di Turingia), spazzato via da una piena della Moldava nel 1342.
Il momento della fondazione del nuovo ponte venne stabilito dai principali astrologi dell’epoca: il 9 luglio 1357 alle ore 5:31 (135797531), un triangolo magico di numeri che doveva preservare nei secoli il ponte.
Secondo una leggenda, si dice che all'atto di costruire il ponte, all'impasto della malta vennero aggiunti dei tuorli d'uovo, al fine di renderne più solida la struttura. Carlo IV chiese a tutti i villaggi del regno di contribuire alla costruzione. 
Le due estremità del ponte furono fortificate attraverso la costruzione di due torri, e la protezione del ponte fu affidata all'ordine dei Crocigeri della stella rossa.
In origine il ponte era chiamato semplicemente "ponte di pietra" (Kamenný most) o "ponte di Praga" (Pražský most), assumendo la denominazione attuale solo nel 1870.
Nel 1432 tre pilastri vennero danneggiati da una piena. Nel 1464, su ordine di Giorgio di Poděbrady, venne costruita (presumibilmente sulle vestigia di una torre romanica) una torre di fortificazione, la Staroměstská Věž, all'ingresso occidentale del ponte.
Durante la Guerra dei trent'anni il ponte fu teatro di cruente battaglie, allorché le truppe svedesi assediavano la città dalla sponda occidentale della Moldava.
A partire dal XVIII secolo, per volere dei Gesuiti, sui suoi lati vennero sistemate delle statue barocche di santi, 30 in tutto (quelle che si possono ammirare attualmente sono però delle copie delle statue originali).

## Statue
Percorrendo il ponte dalla Città Vecchia verso Malá Strana, le statue che si incontrano sono le seguenti:
- Lato sud, andando dalla città vecchia verso Malá Strana:

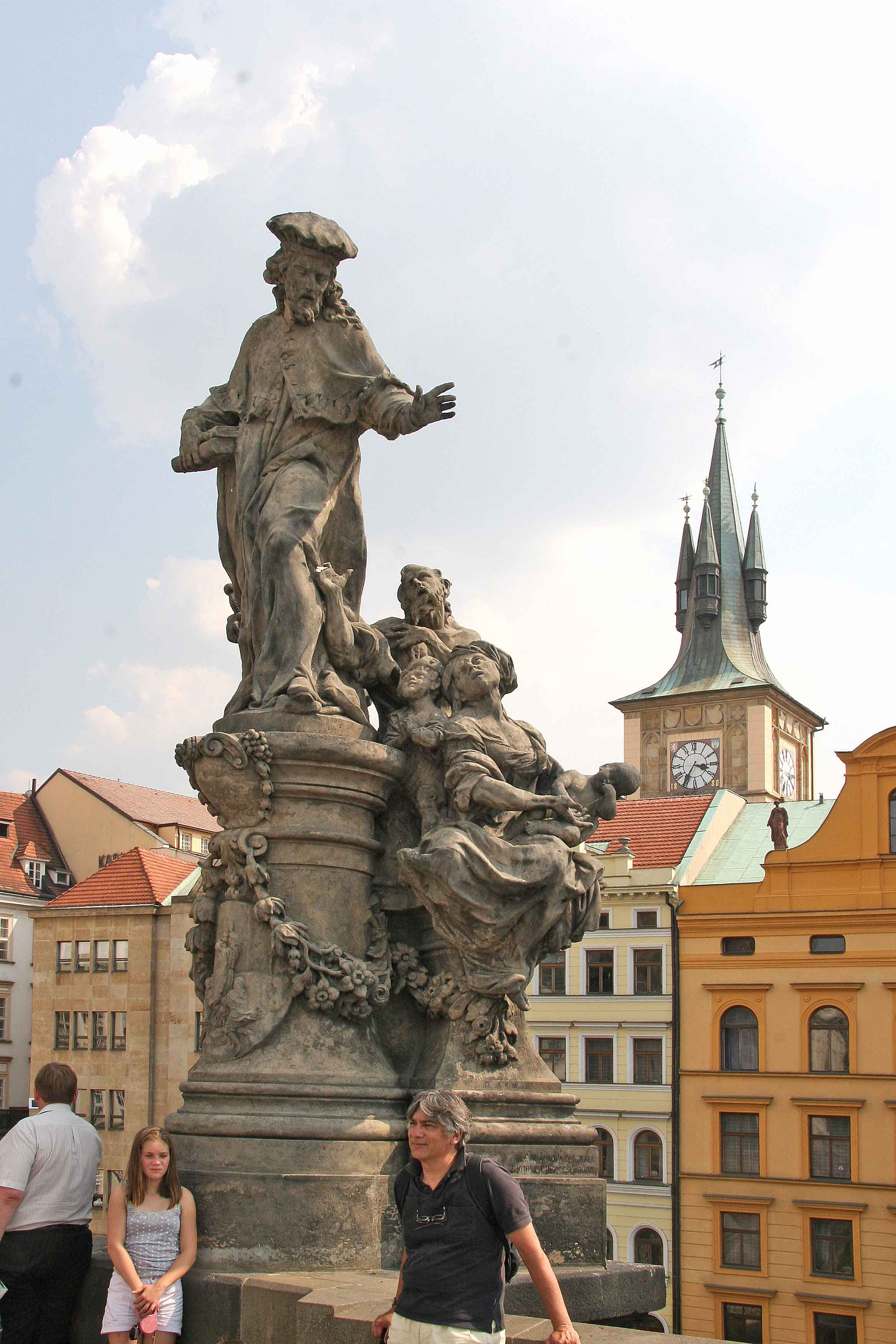
Statua di Sant'Ivo di Kermartin, opera di Matthias Braun del 1711
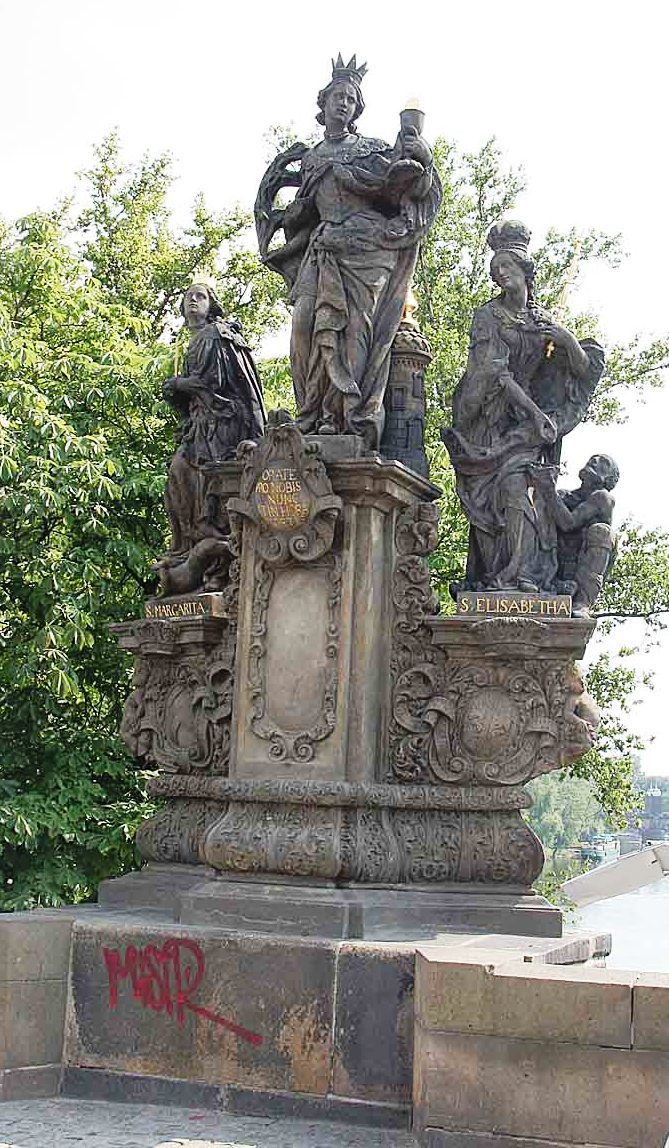
Gruppo scultoreo raffigurante Santa Barbara, Santa Margherita e Santa Elisabetta d'Ungheria, opera di Ferdinand Brokoff del 1707
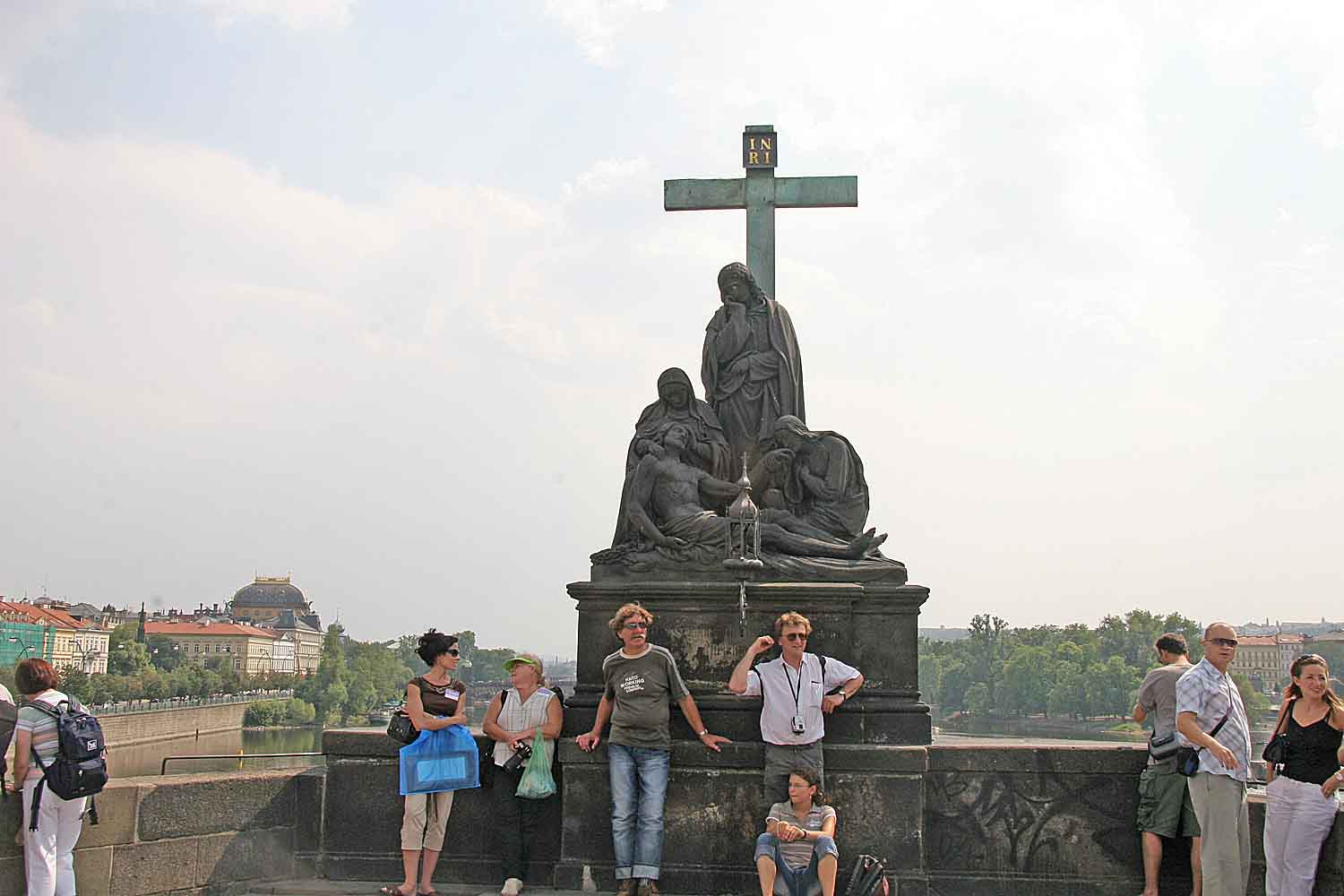
Gruppo scultoreo raffigurante la Pietà, opera di Emanuel Max del 1858
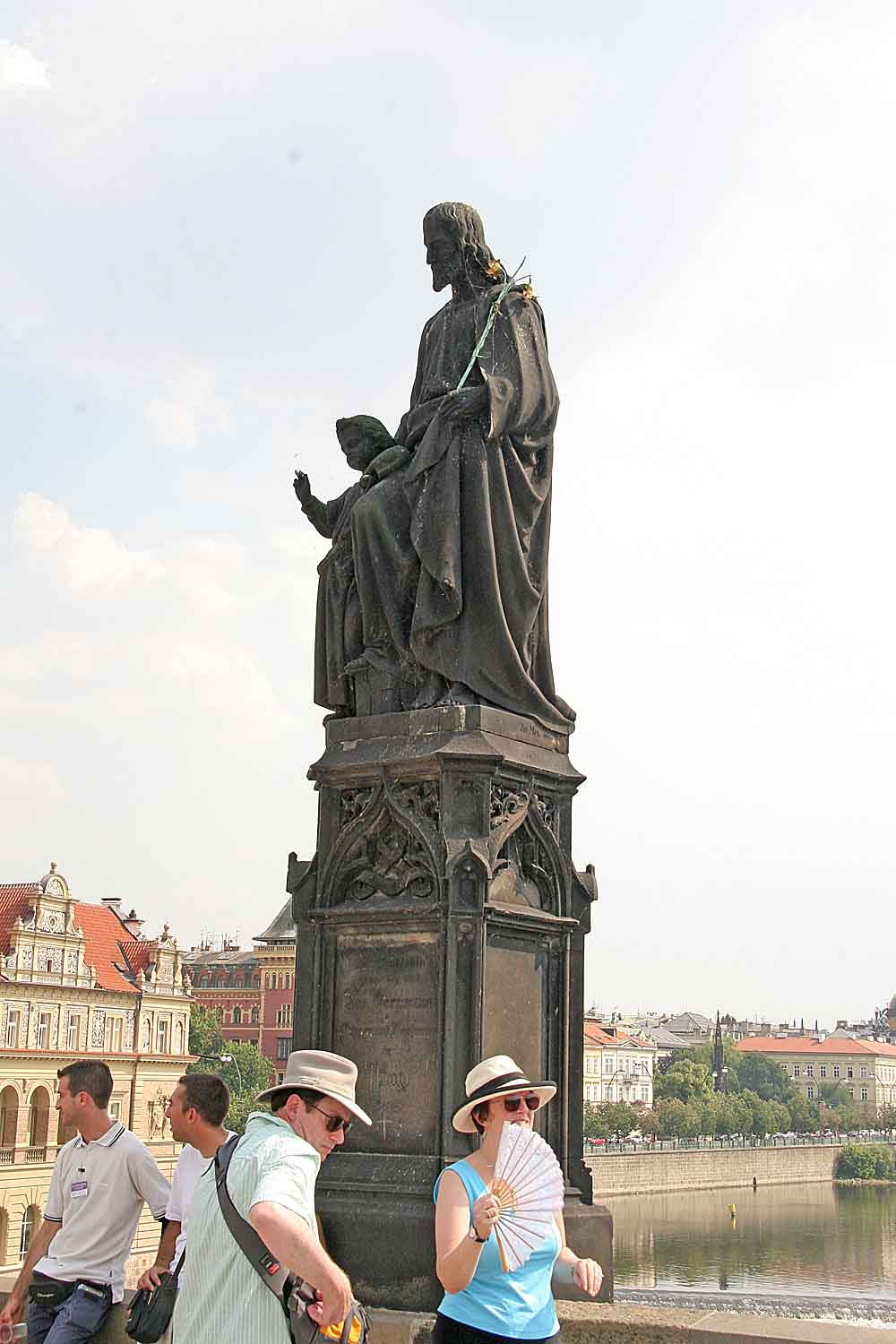
Statua di San Giuseppe, opera di Josef Max del 1854
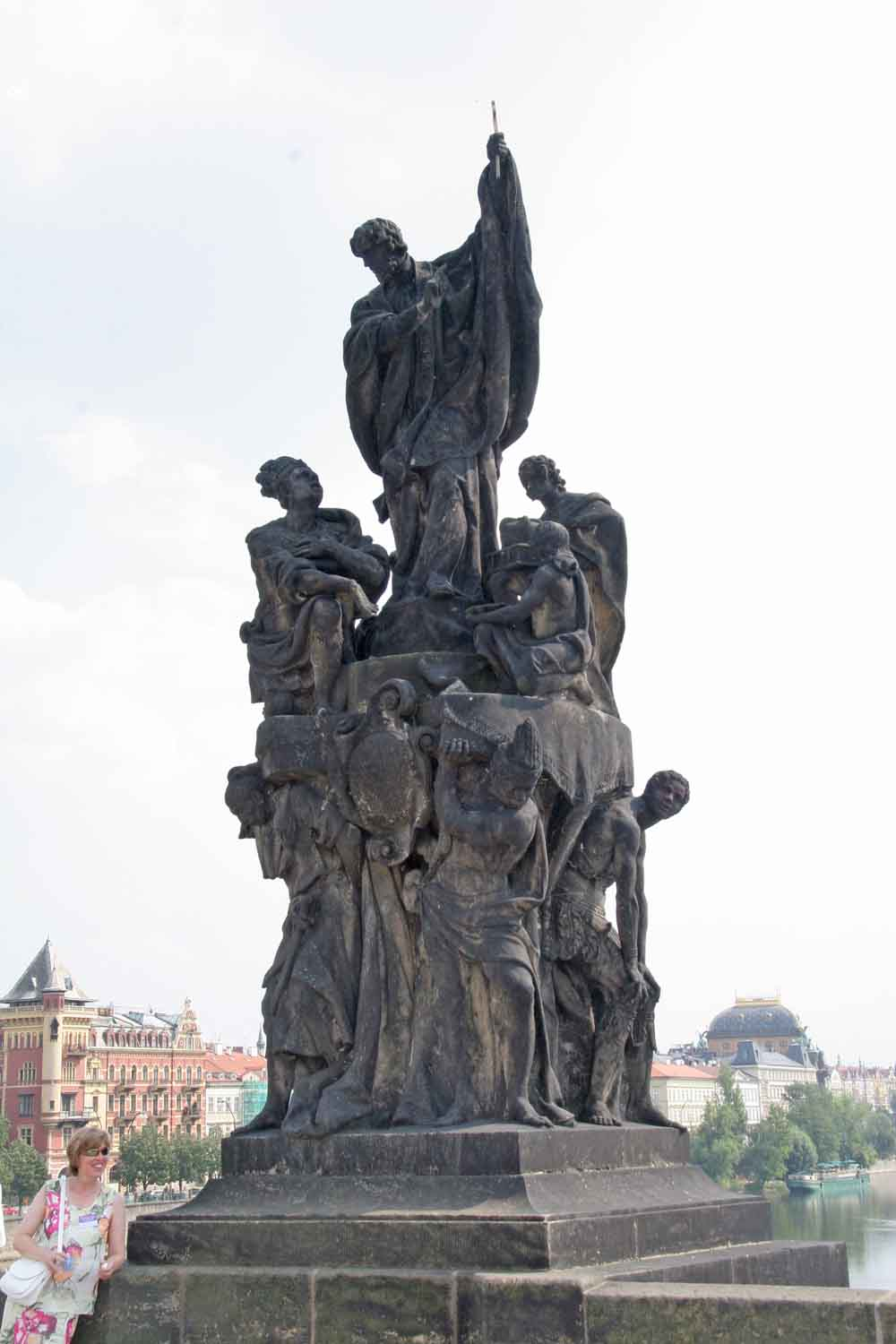
Statua di San Francesco Saverio, copia del 1913 dell'originale scultura di Josef Brokoff del 1711
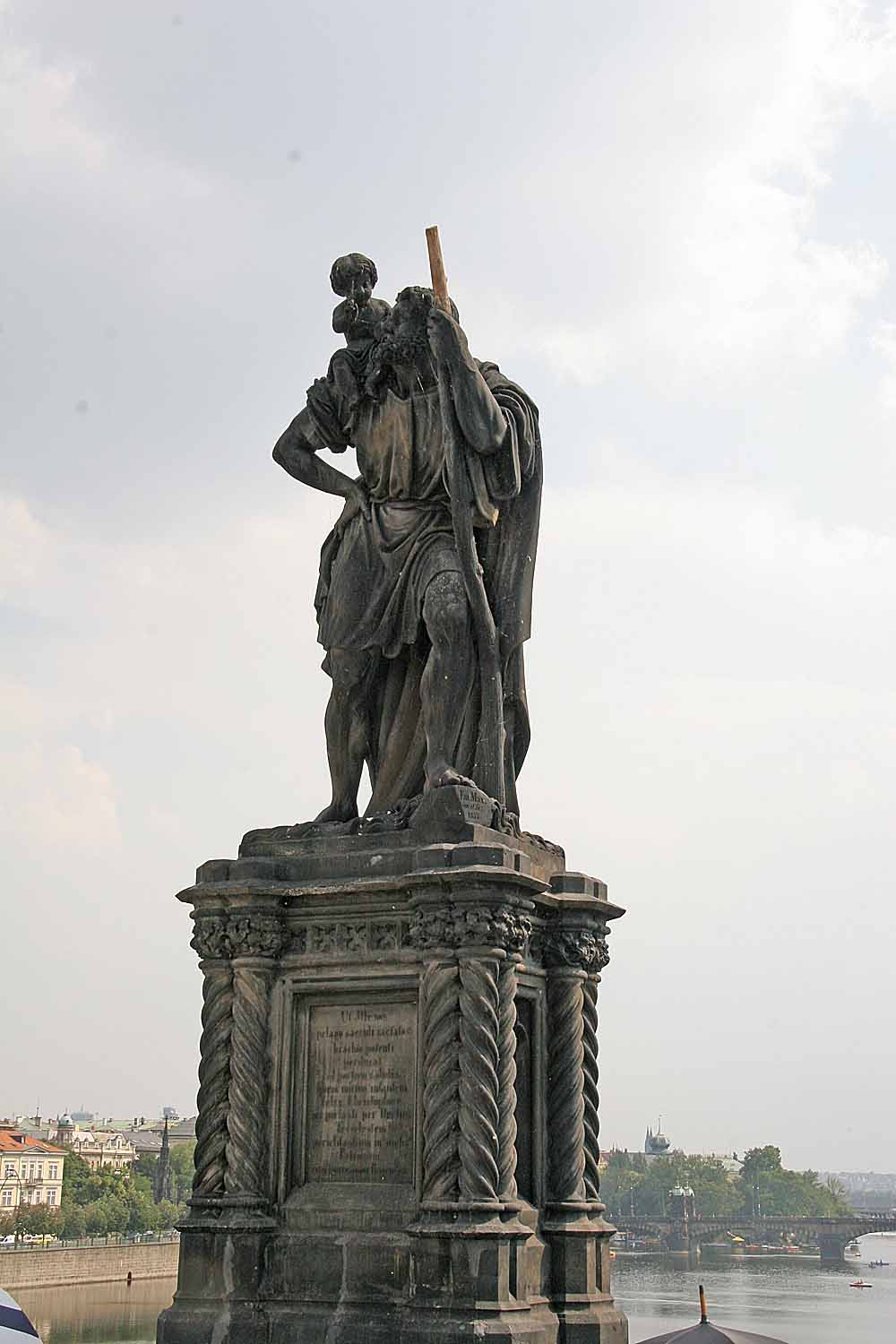
Statua di San Cristoforo di Licia, opera di Emanuel Max del 1857
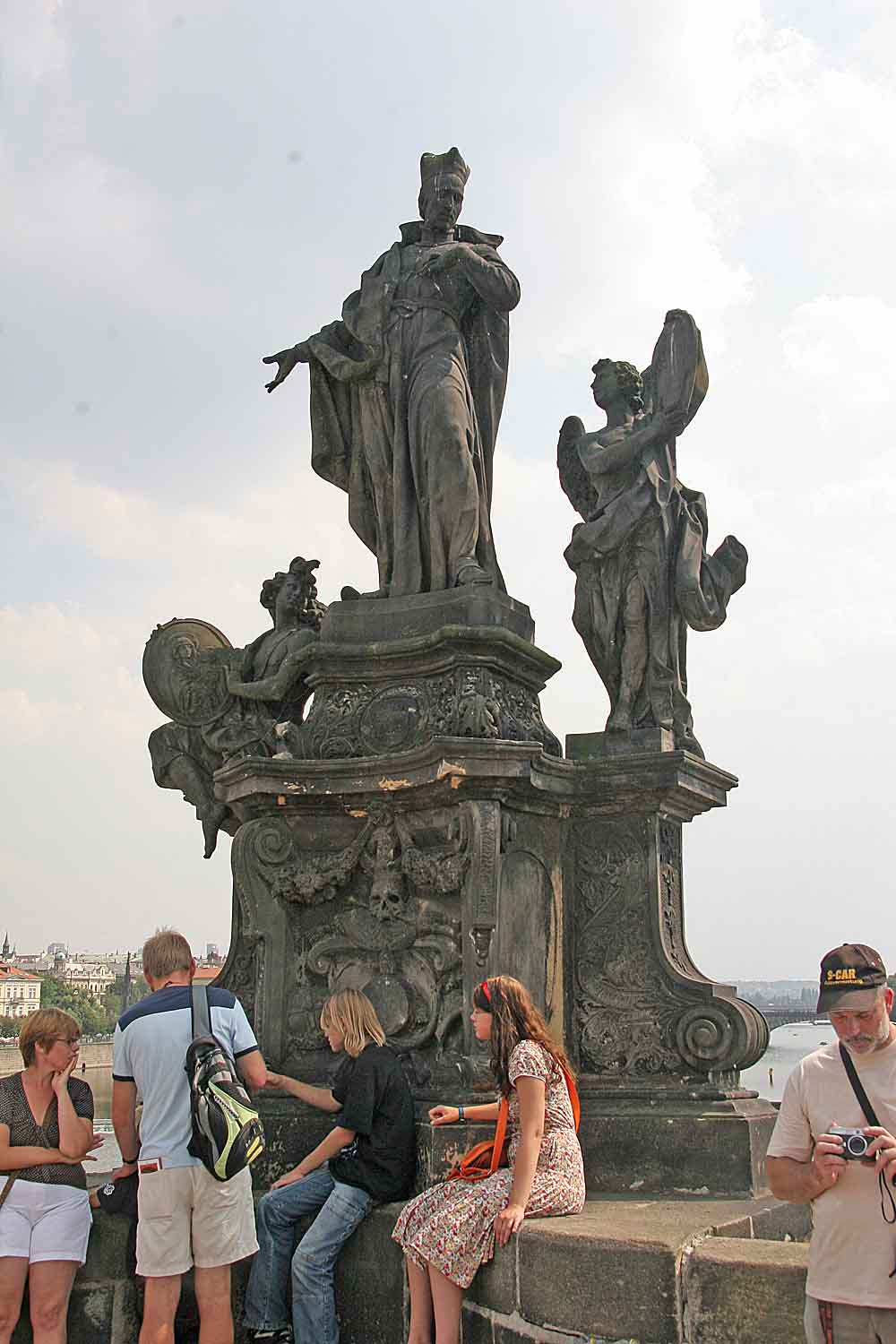
Statua di San Francesco Borgia, opera di Ferdinand Brokoff del 1710
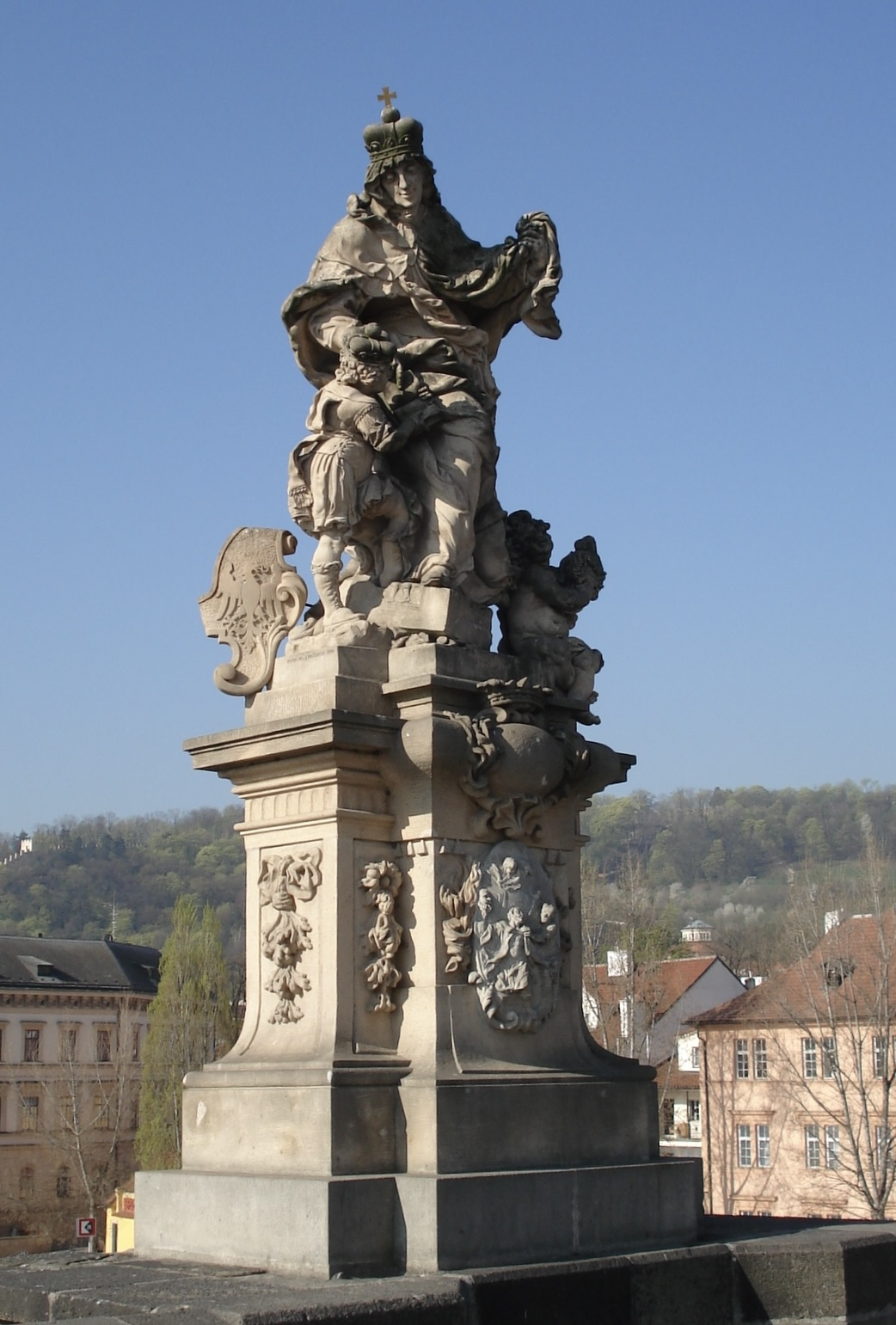
Statua di Santa Ludmilla
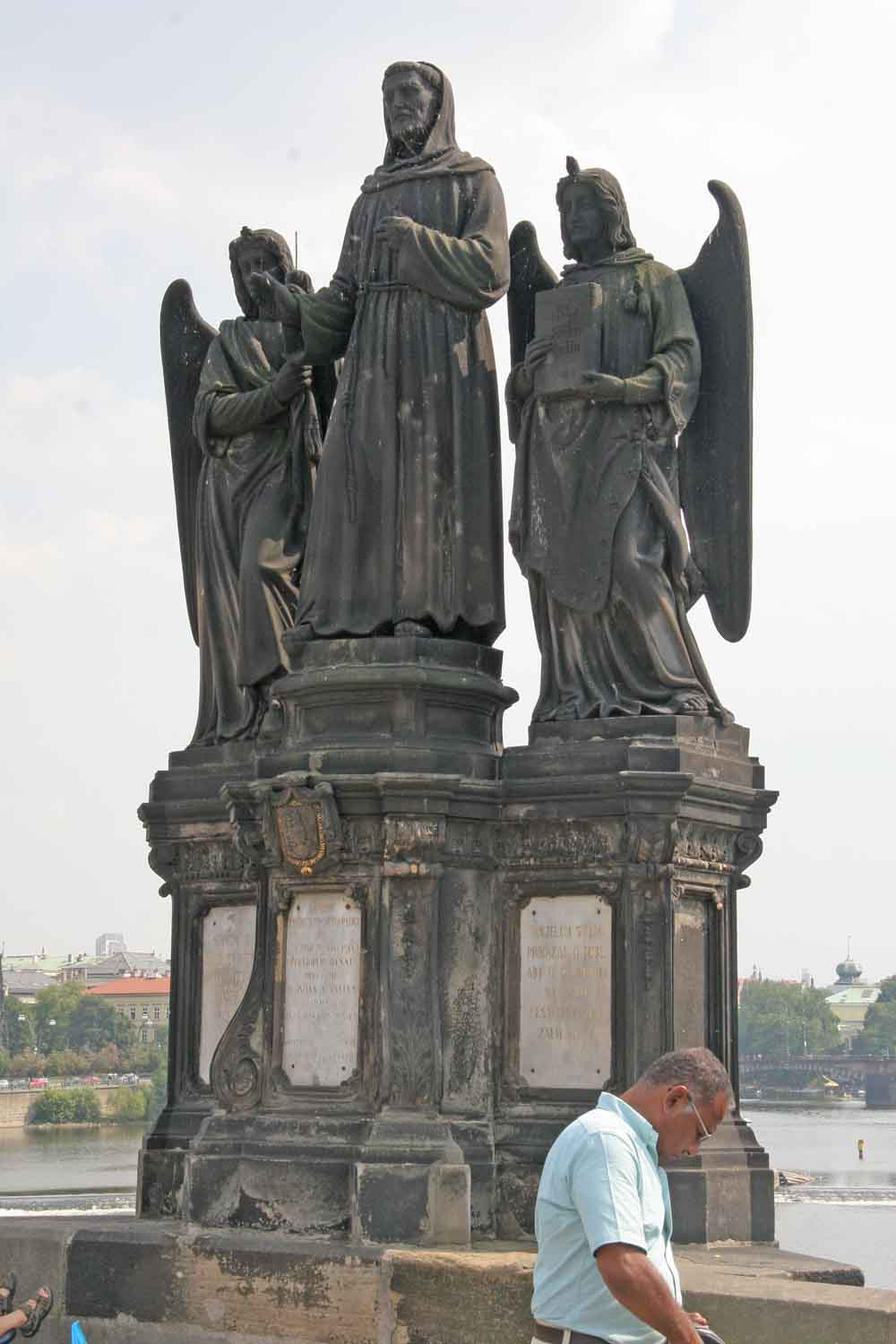
Statua di San Francesco d'Assisi, opera di Emanuel Max del 1855
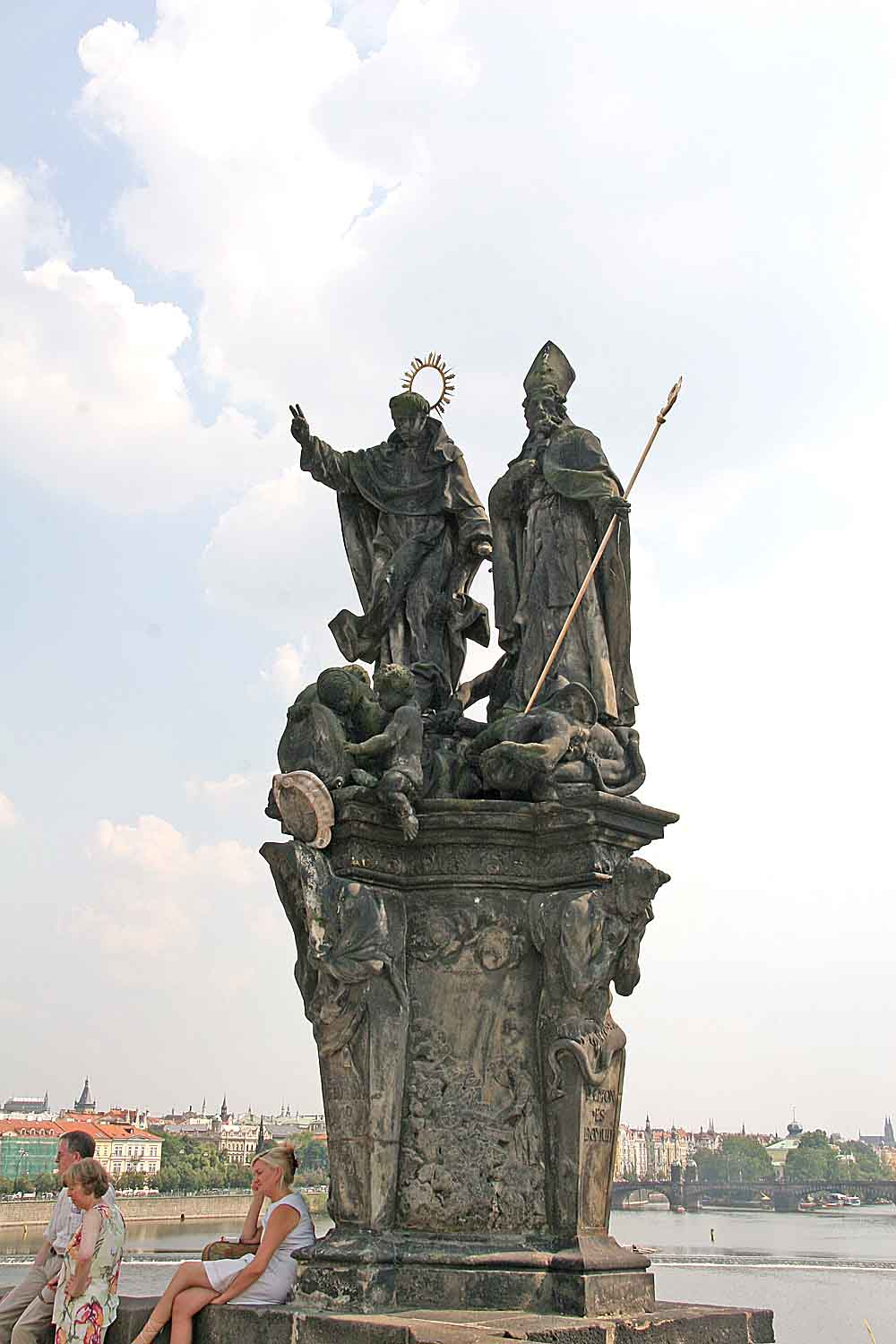
Gruppo scultoreo raffigurante San Vincenzo Ferreri e San Procopio, opera di Ferdinand Brokoff del 1712
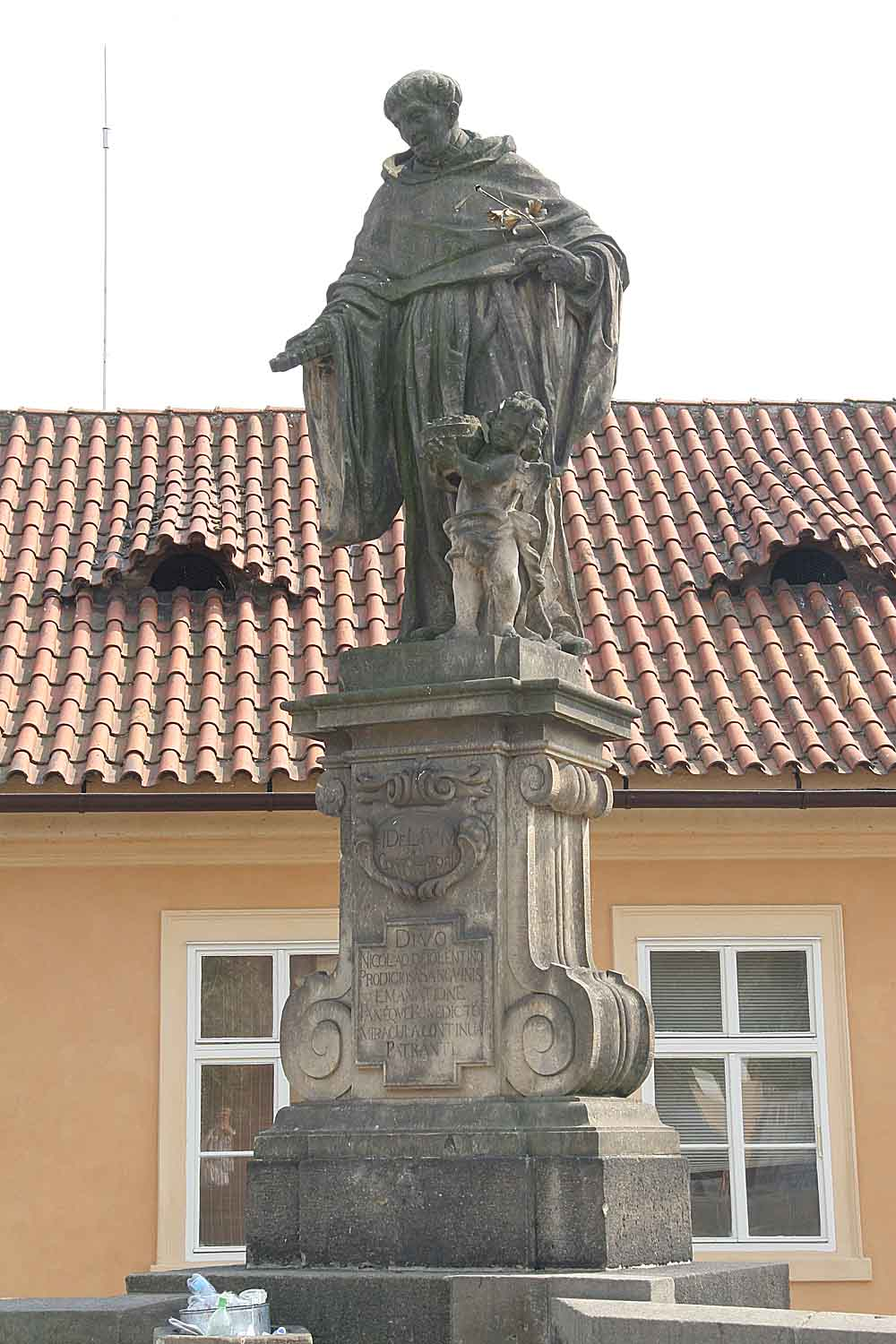
Statua di San Nicola da Tolentino, opera di Jan Bedřich Kohl del 1708
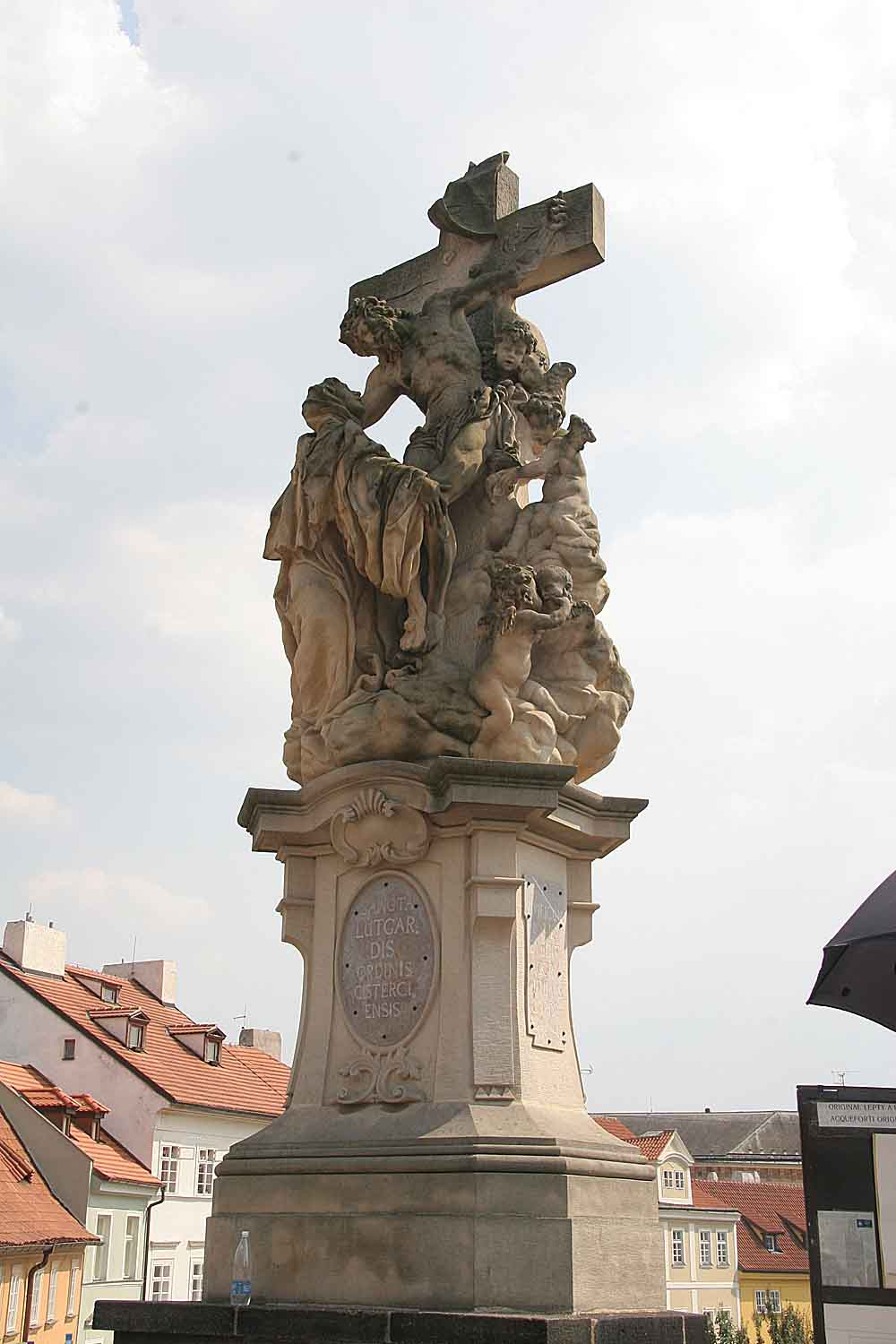
Statua di Santa Lutgarda, opera di Matthias Braun del 1710
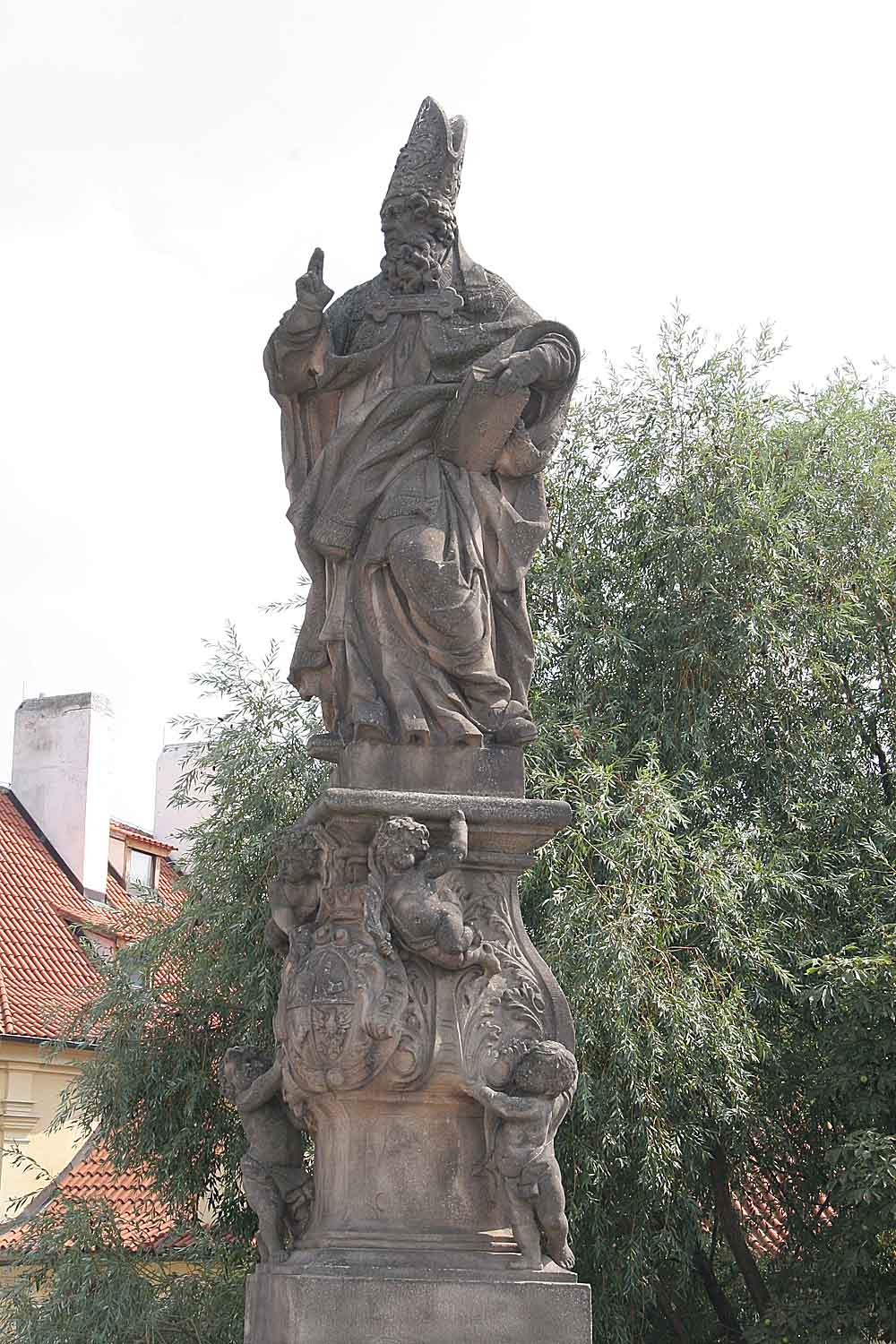
Statua di Sant'Adalberto di Praga, opera di Michael e Ferdinand Brokoff del 1709
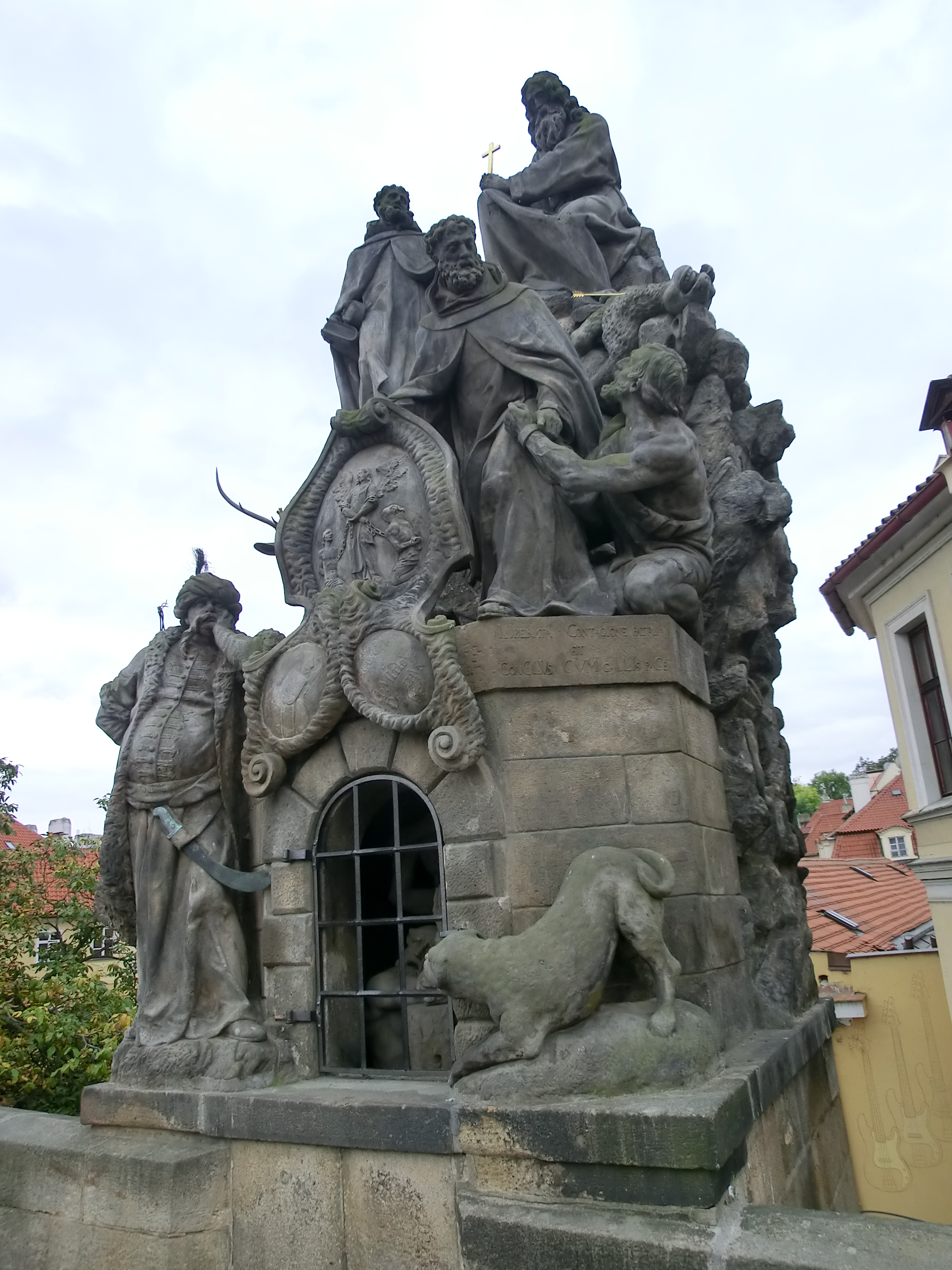
Gruppo scultoreo raffigurante San Giovanni de Matha, San Felice di Valois e il beato Ivan, opera di Ferdinand Brokoff del 1714,

- Lato nord, andando dalla città vecchia verso Malá Strana:

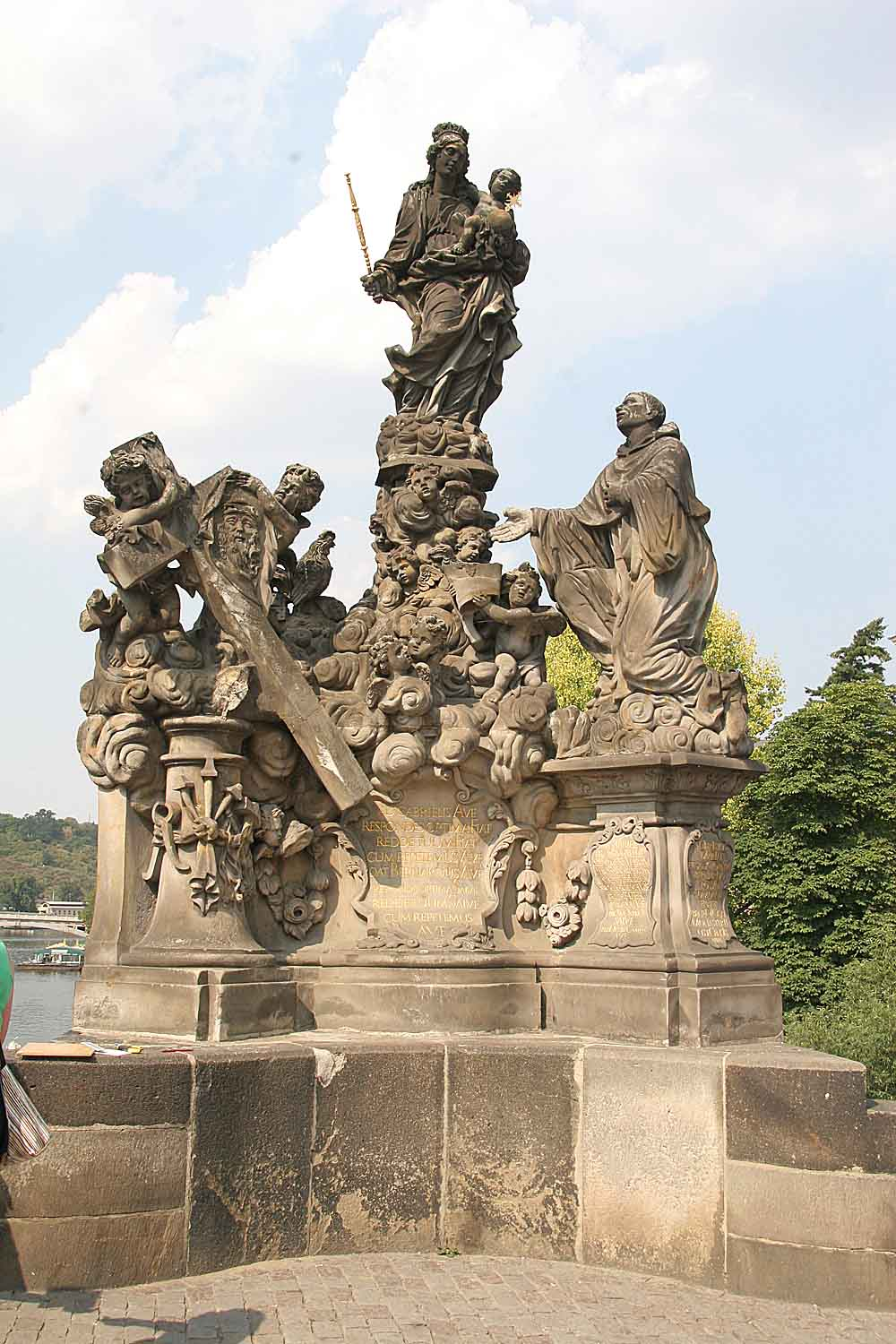
Gruppo scultoreo raffigurante la Madonna e San Bernardo, opera di Matěj Václav Jäckl del 1709
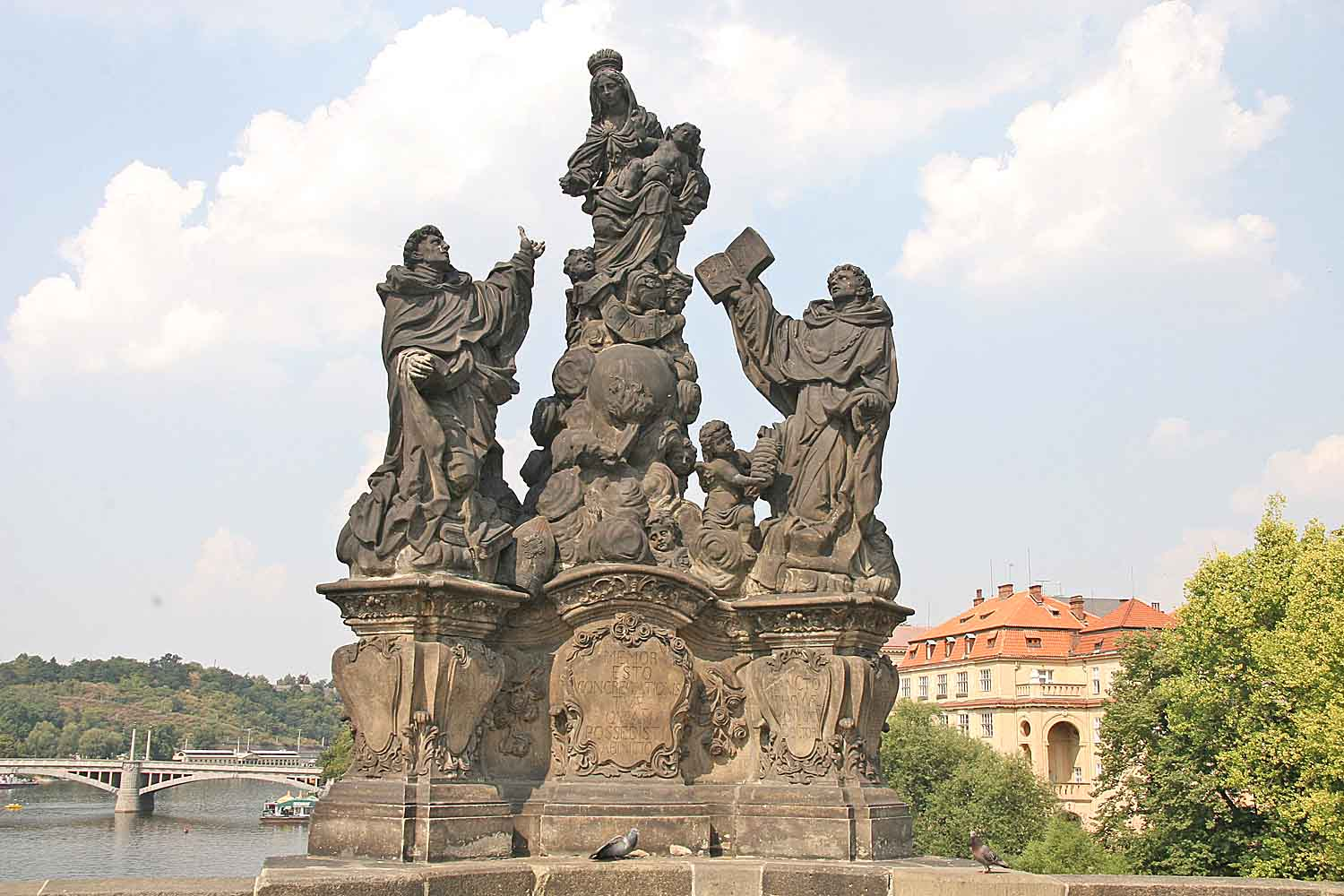
Gruppo scultoreo raffigurante la Madonna con San Domenico e San Tommaso d'Aquino, opera di Matěj Václav Jäckl del 1708
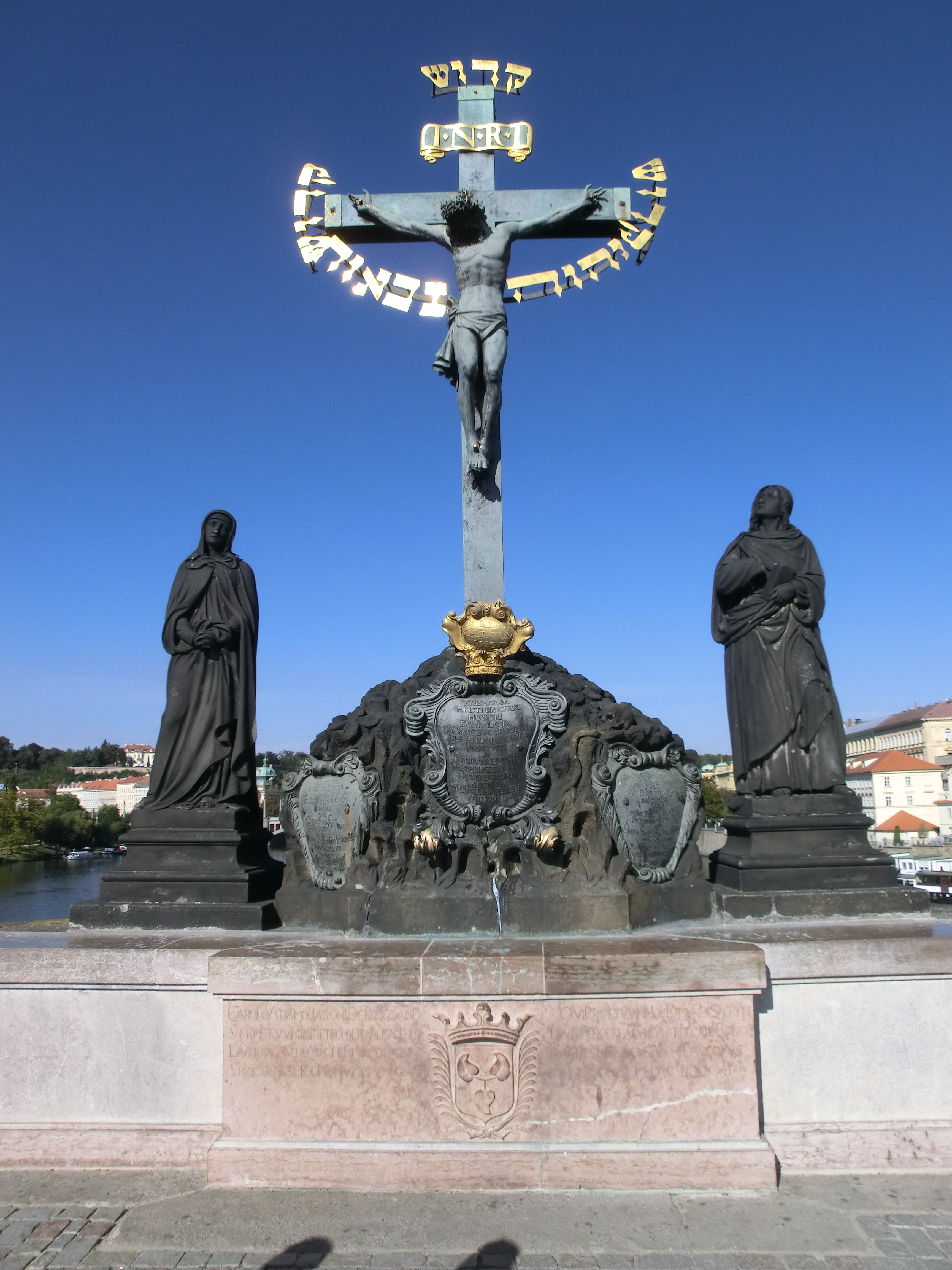
Gruppo scultoreo raffigurante il Calvario, per circa 200 anni fu l'unica decorazione del ponte[non chiaro], opera di Emanuel Max
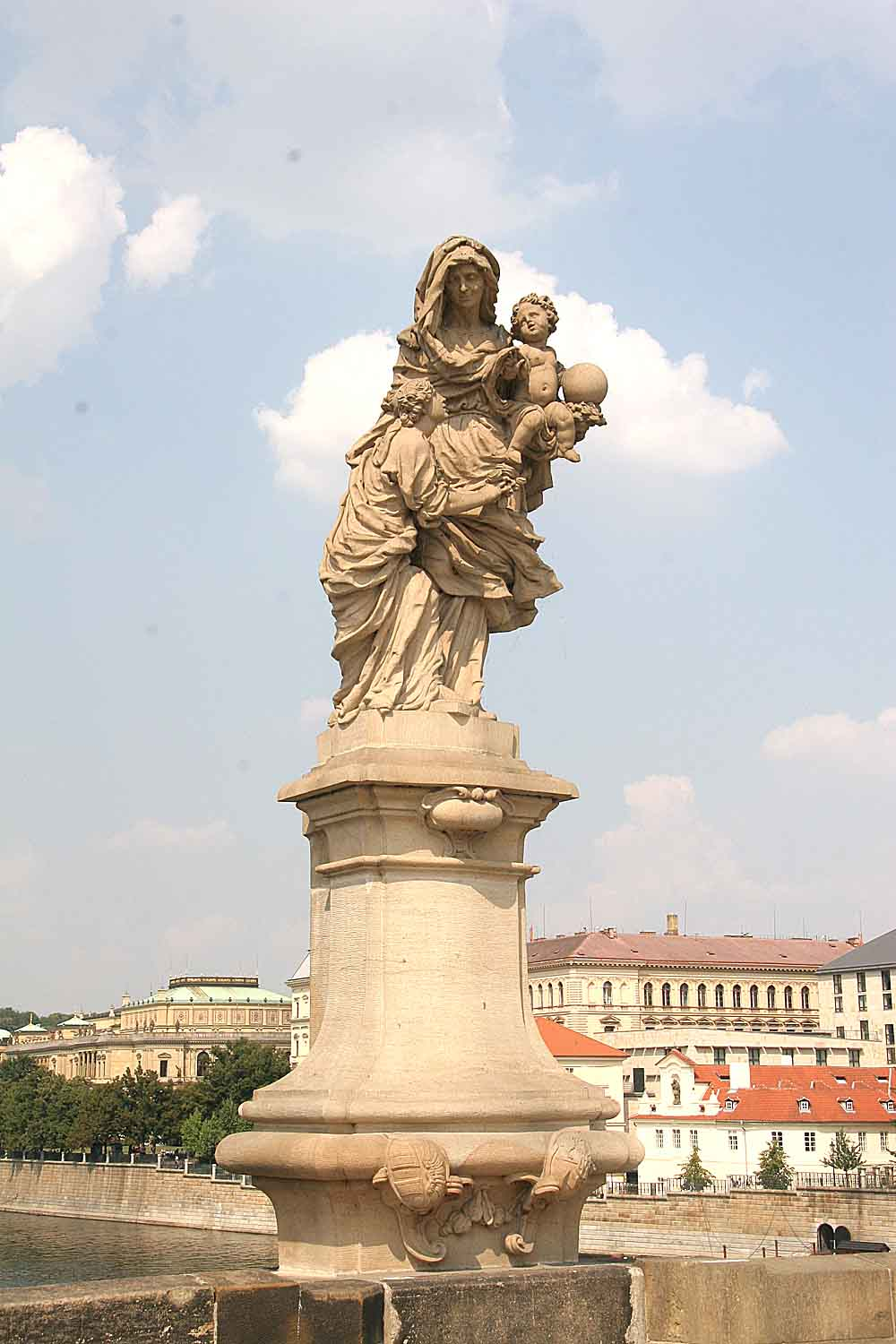
Statua di Sant'Anna, opera di Matěj Václav Jäckel del 1707
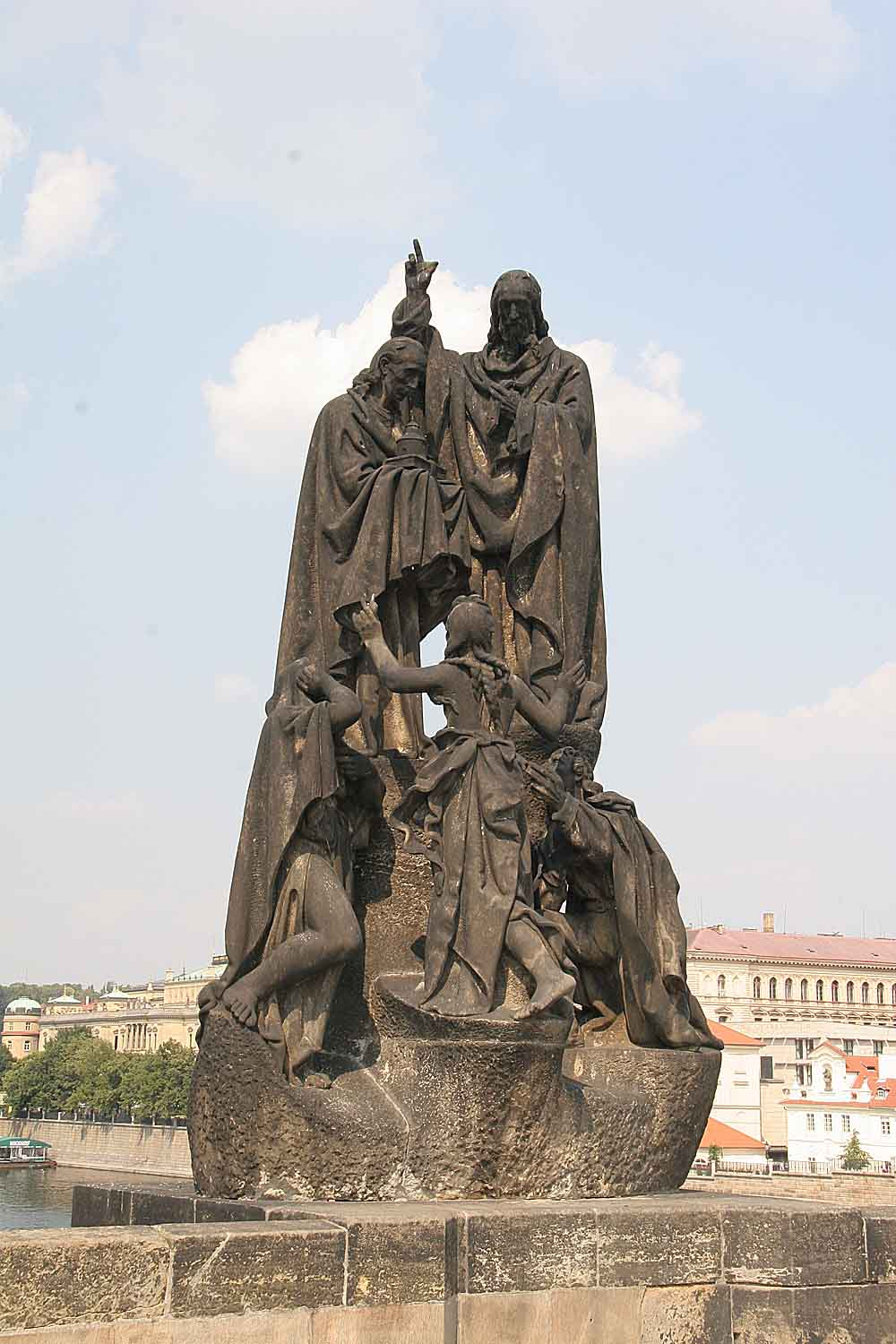
Gruppo scultoreo raffigurante i Santi Cirillo e Metodio, opera di Karel Dvořák del 1939
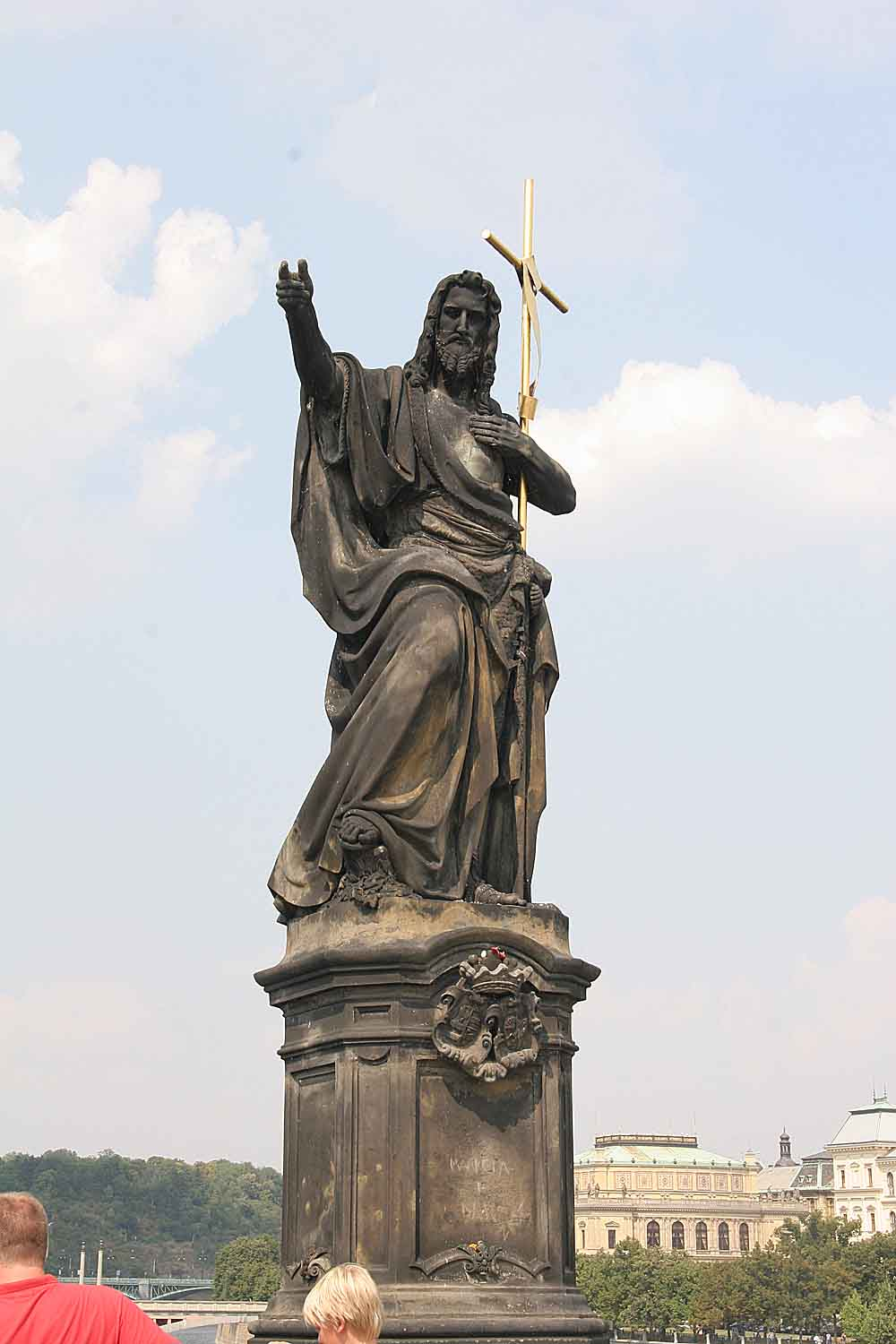
Statua di San Giovanni Battista, opera di Josef Max del 1857
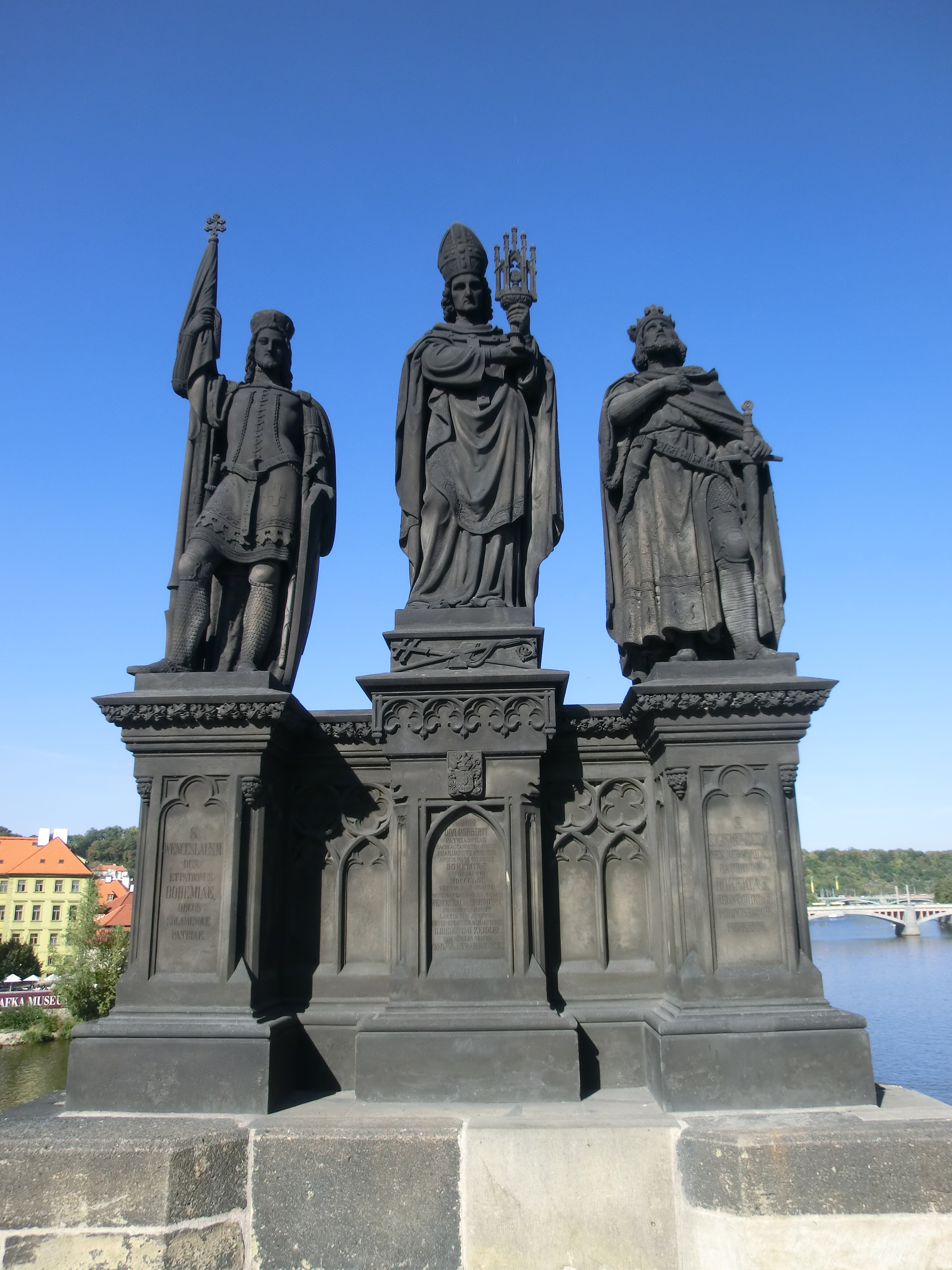
Gruppo scultoreo raffigurante San Norberto, San Venceslao e San Sigismondo, opera di Josef Max del 1853
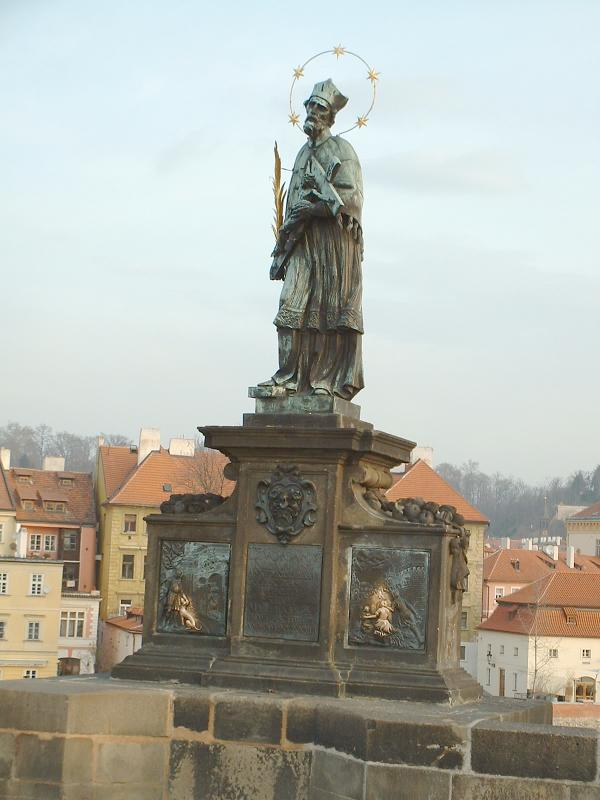
Statua di San Giovanni Nepomuceno, opera di Matthias Rauchmüller del 1683. Fu la prima statua ad essere posta sul ponte. È credenza diffusa che la statua porti fortuna: si suppone che toccando la lapide alla base della statua, che ricorda il punto esatto dell'esecuzione del santo, si riceve fortuna per i successivi 10 anni e viene assicurato il proprio ritorno a Praga
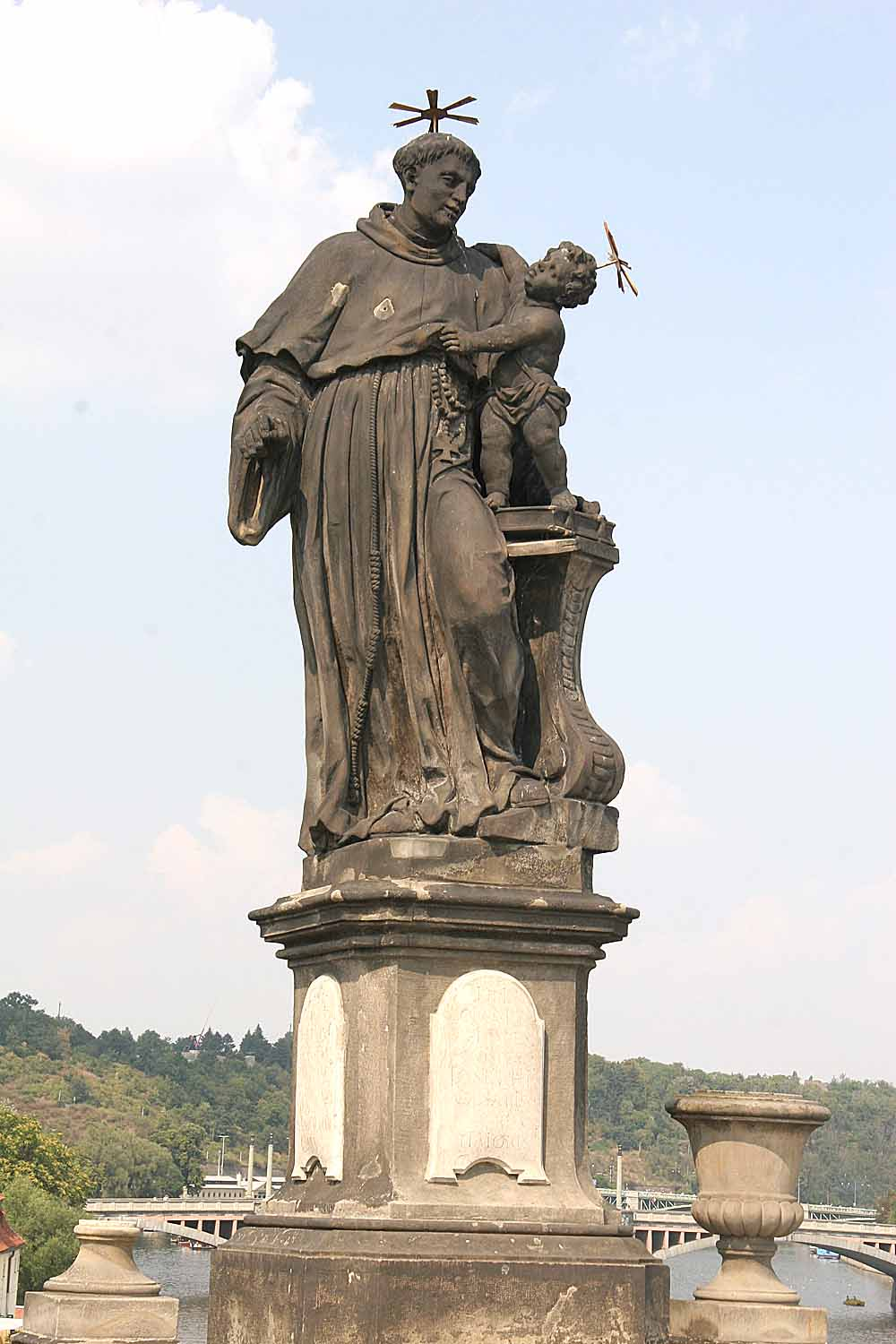
Statua di Sant'Antonio da Padova, opera di Jan Oldřich Mayer del 1707
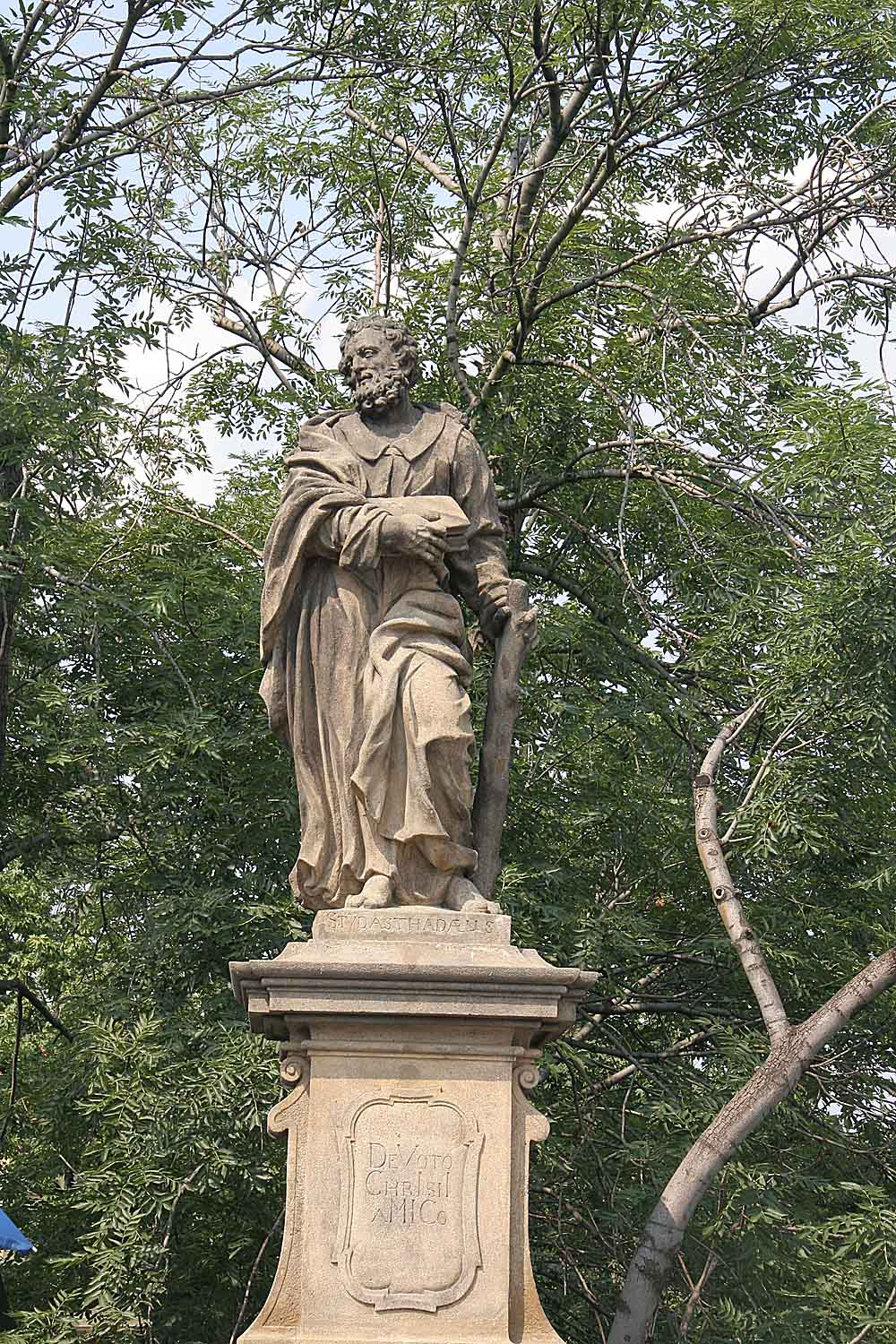
Statua di San Giuda Taddeo, opera di Jan Oldřich Mayer del 1708
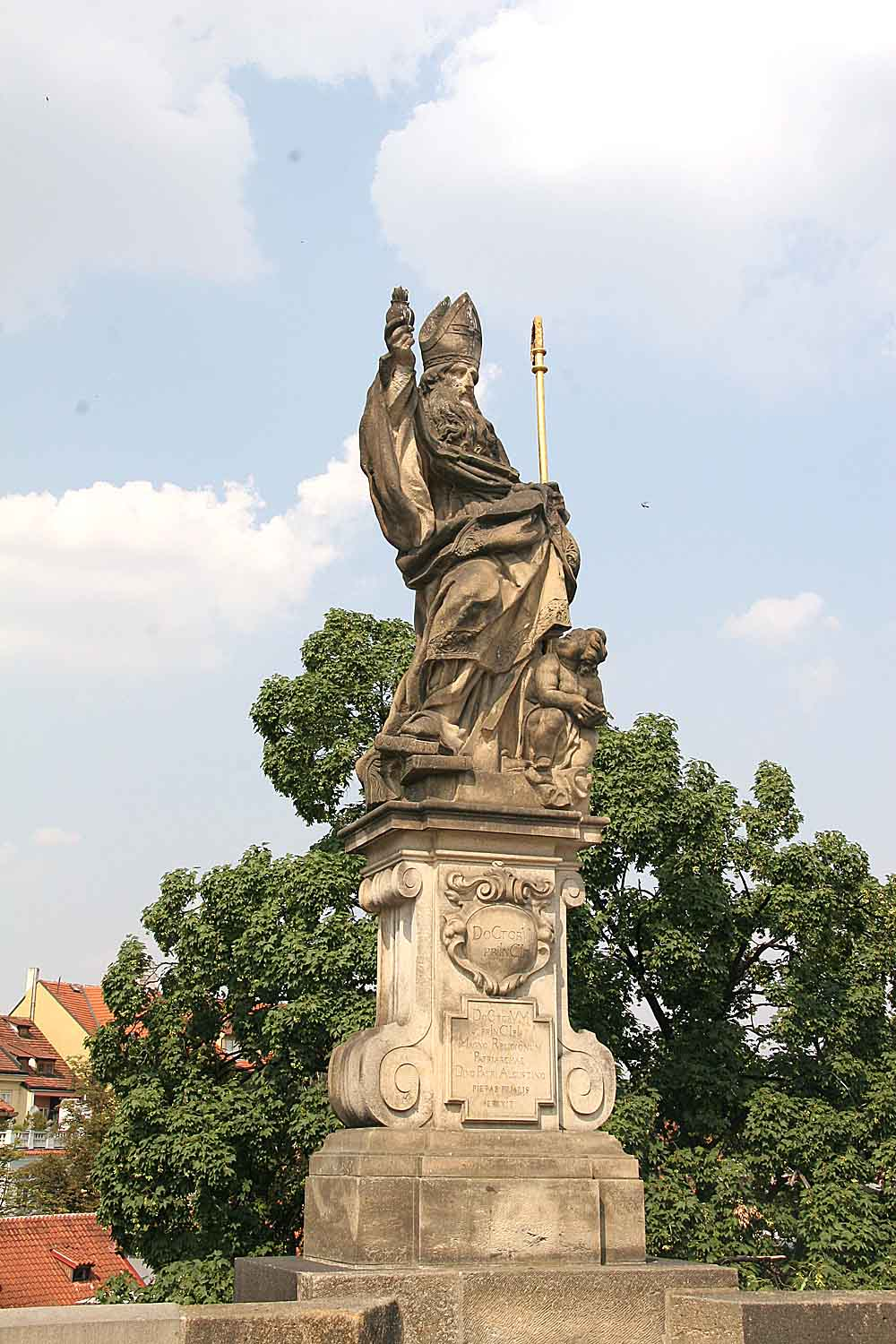
Statua di Sant'Agostino d'Ippona, opera di Jan Bedřich Kohl del 1708
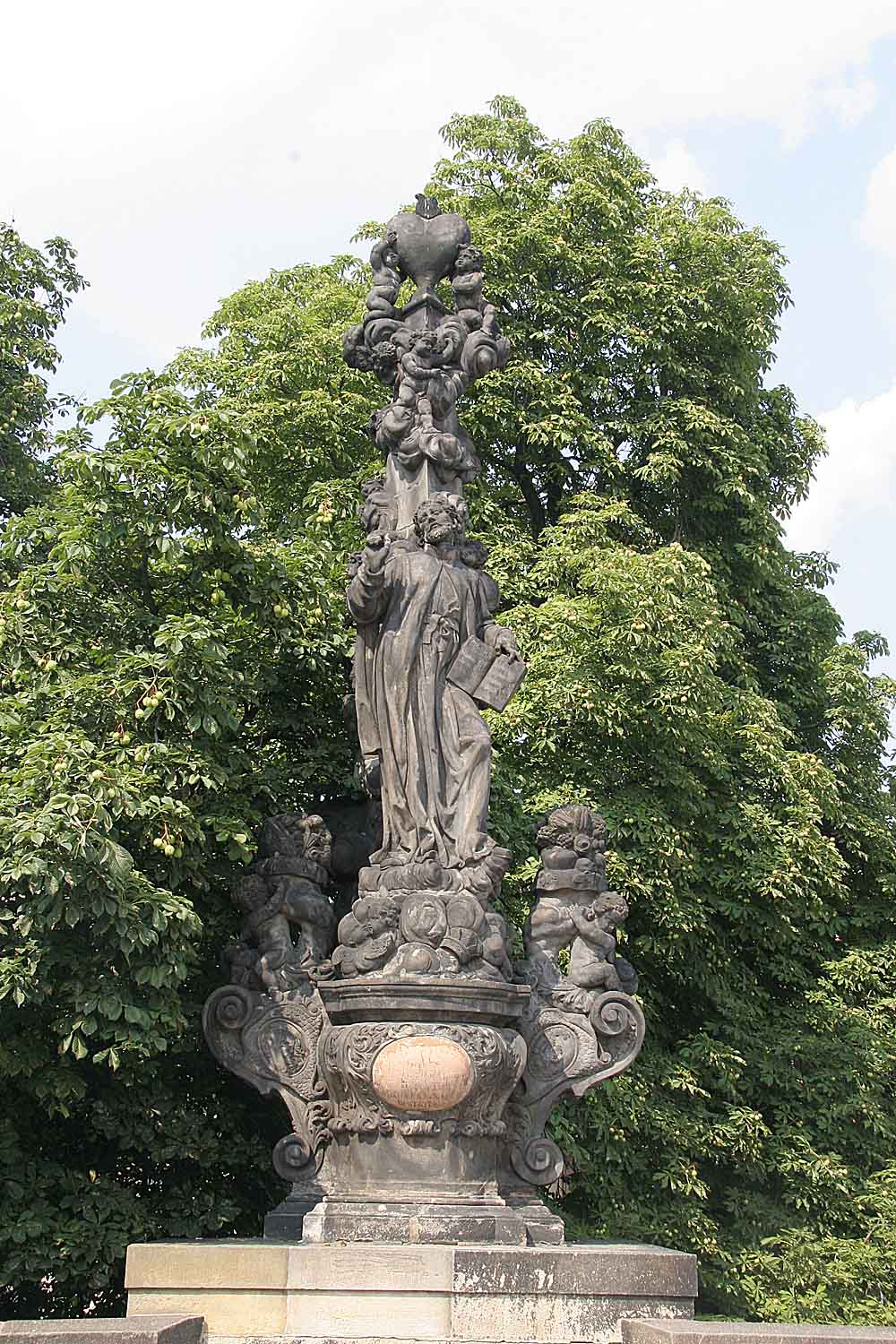
Statua di San Gaetano, opera di Ferdinand Brokoff del 1709
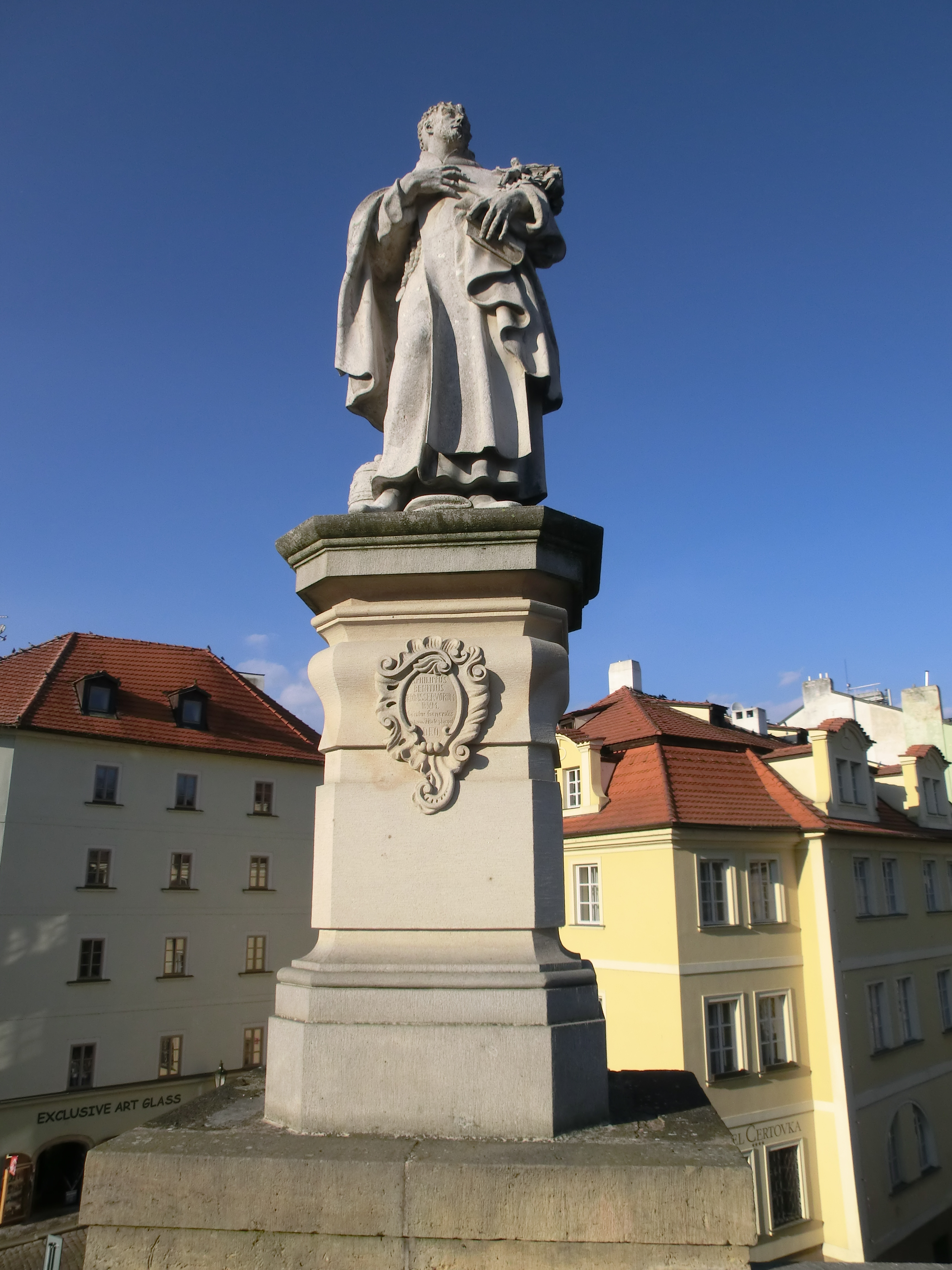
Statua di San Filippo Benizi, opera di Michal Bernard Mandl del 1714
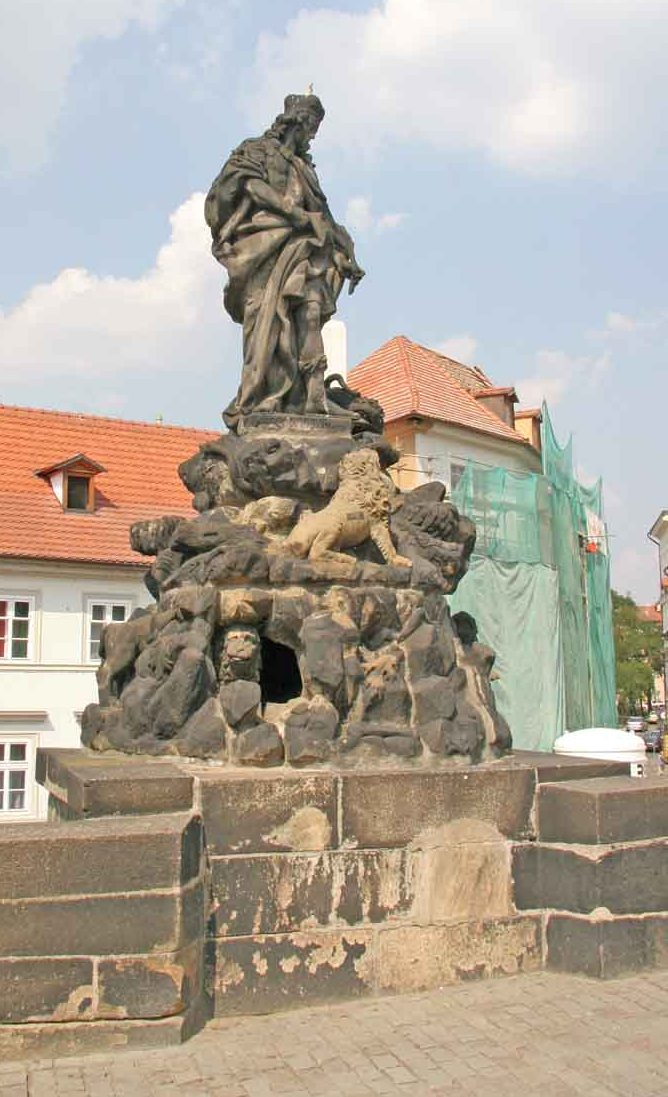
Statua di San Vito, opera di Ferdinand Brokoff del 1714
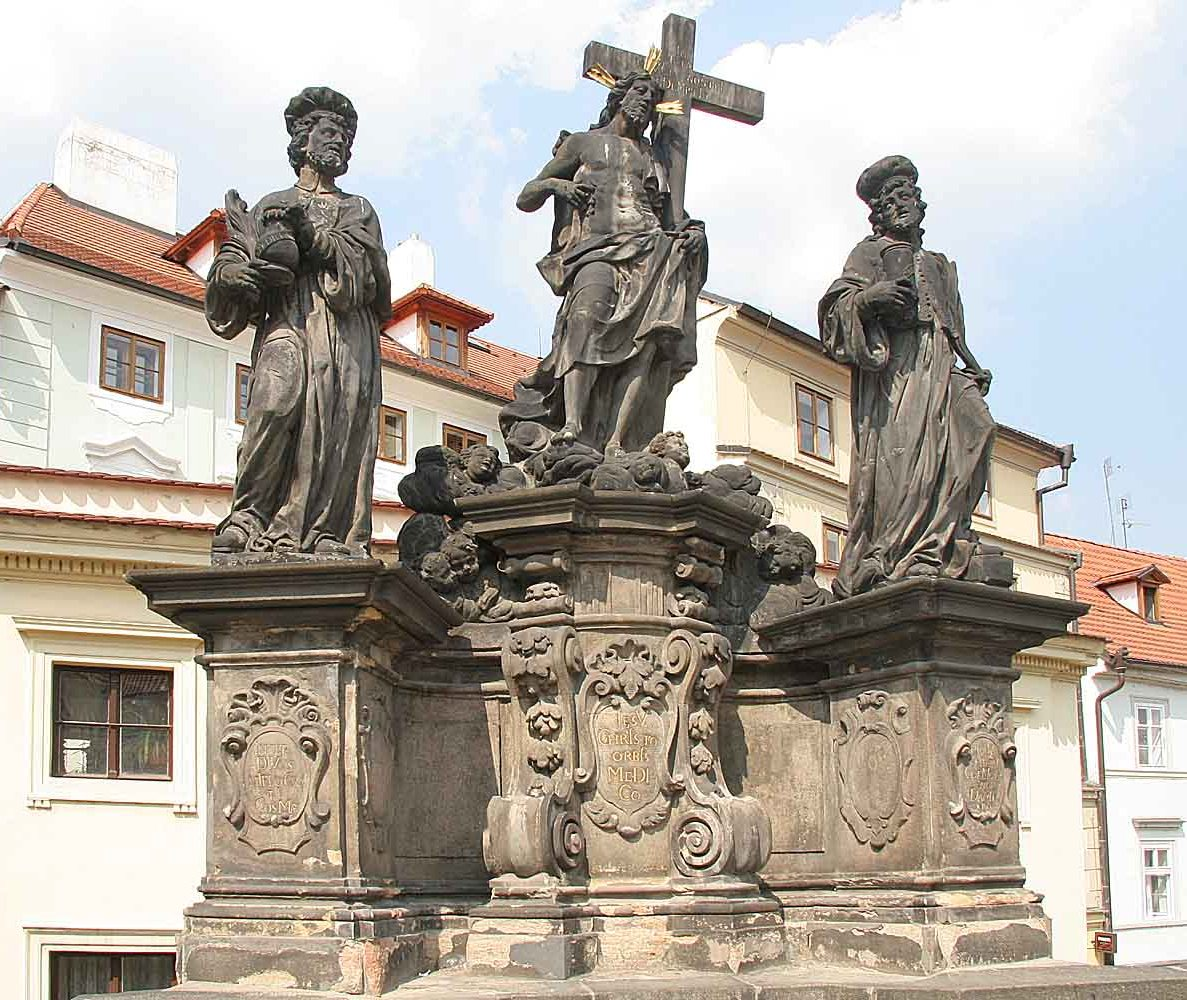
Gruppo scultoreo raffigurante Cristo e i Santi Cosma e Damiano, opera di Jan Oldřich Mayer del 1709
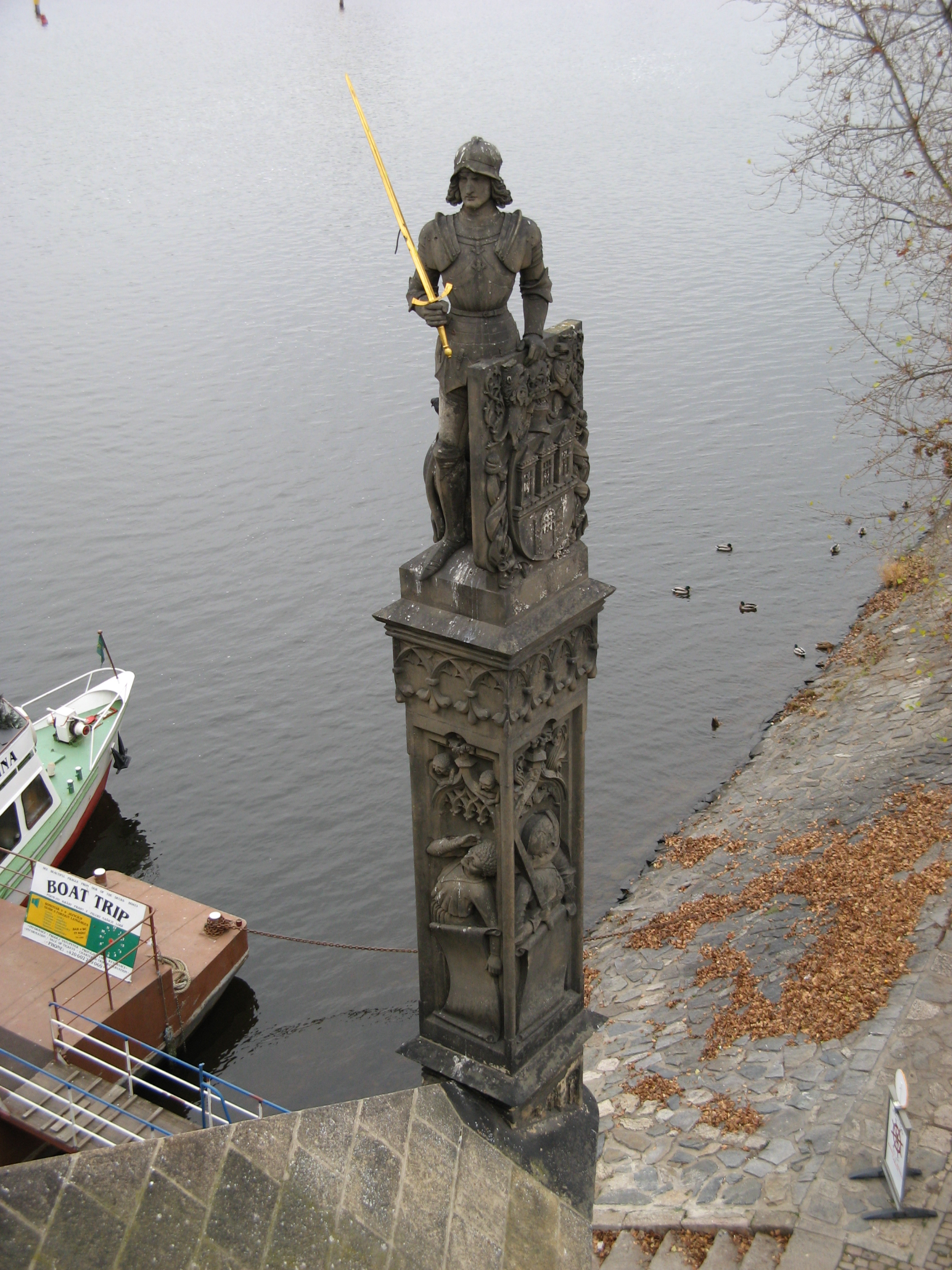
Bruncvík